# Imperi Sassànida
L'Imperi Sassànida és el període de govern del segon Imperi Persa (226 - 651) per part de la dinastia sassànida (quarta dinastia iraniana). La dinastia fou fundada per Artaxerxes I després de treure del tron l'últim rei arsàcida de l'Imperi Part, Artaban V de Pàrtia, i s'acabà quan l'últim Rei dels reis (xahanxà) sassànida Isdigerdes III (632 - 651) perdé una llarga guerra de 14 anys contra el primer dels califats islàmics (el califat omeia) durant l'expansió de l'islam. El territori de l'Imperi Persa sassànida comprenia els actuals estats de l'Iran, l'Iraq, Armènia, Afganistan, parts de l'est de Turquia i Síria, del Pakistan, el Caucas, Àsia central i Aràbia. Durant el govern de Còsroes II (590 - 628), s'annexaren a l'imperi durant les guerres romano-sassànides els territoris que correspondrien als actuals Egipte, Jordània, Palestina i el Líban, i fins i tot establí un protectorat sobre territoris actualment corresponents a Oman i al Iemen, assolint així la màxima expansió de l'imperi. Els sassànides anomenaven al seu imperi Iranxahr (ايرانشهر Iranśæhr) o Domini dels iranians.
El període sassànida (que comprèn tot el període final de l'antiguitat clàssica) es considera un dels períodes històrics més importants i influents de la història de l'Iran. En molts aspectes, arribà als èxits més importants de la cultura persa, i fou l'últim gran imperi iranià abans de la conquesta musulmana de Pèrsia i de la consegüent conversió a l'islam com a religió de tot el territori. L'Imperi Sassànida tingué una important influència sobre l'Imperi Romà. Aquesta influència cultural s'estengué més enllà dels territoris fronterers d'ambdós imperis, arribant fins a l'Europa occidental, Àfrica, Xina i l'Índia, i tingué un paper fonamental en la formació de l'art medieval europeu i asiàtic, ja que influïa en els dos continents. Aquesta influència arribà també fins al llavors recent món islàmic. La societat aristocràtica i exclusiva de la dinastia sassànida transformà la conquesta islàmica de l'Iran en un «renaixement» persa. La cultura islàmica adoptà, en molts aspectes (arquitectura, escriptura, etc.) característiques dels perses sassànides.

## Història

### Orígens
La dinastia sassànida s'originà a la Pèrsida (Fars), on llavors governava una dinastia teocràtica vassalla dels parts, amb capital a Ishtaqr (l'antiga Persèpolis). Dels sobirans d'aquesta dinastia resten monedes en les quals apareixen alguns Ardakhshahr (Artaxerxes), Daryev (Darios), Manushihr i Peroz (Firuz). Eren sacerdots de la deessa Anahita. Entre el 205 i 212, segons les fonts, el noble Pabag (Papak o Pahhagh), fill de Sassan, governador d'un petit poble anomenat Kheir, fundà una nova dinastia deposant l'últim rei dels Bazrangi, Gocihr (un governador local que actuava com a vassall dels arsàcides). La dona de Pabag es deia Rodhagh i era la filla del governador provincial de Persis. El fundador epònim de la dinastia fou el pare de Pabag, anomenat Sassan, gran sacerdot del temple d'Anahita.
Els esforços de Pabag per aconseguir el poder de la província s'escaparen de l'atenció de l'emperador arsàcida Artaban V de Pàrtia, que en aquells dies estava enfrontat amb el seu germà Vologès VI de Pàrtia per una qüestió dinàstica a Mesopotàmia. Aprofitant l'oportunitat que aquestes circumstàncies li oferien, Pabag i el seu primogènit Sapor I tractaren d'expandir el seu poder sobre tota Pèrsia i Pabag ajudà a Artaban en la conquesta de Caramània. Els esdeveniments que seguiren són de dubtós origen.

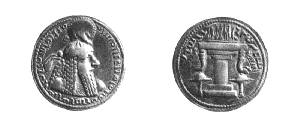
Moneda de plata d'Artaxerxes I amb un altar de foc en el revers.

Una versió de la història diu que el 222 morí Pabag i fou succeït pel seu fill Sapor. Aquest, però, hauria mort en un accident i llavors el seu germà Artaxerxes hauria assolit el poder. L'altra versió diu que Artaxerxes, governador de Darabgid, triomfà sobre el seu pare i feu executar son germà. És probable que Sapor morís l'any 222 en ensorrar-se l'edifici on s'havia de reunir amb el seu germà.

#### Artaxerxes I
Artaxerxes I fou des de llavors príncep de Pèrsia, aliat i vassall del rei Artaban V de Pàrtia (216 - 224) el qual li tenia tota la confiança. Artaxerxes, però, en realitat conspirava contra el rei arsàcida de l'Imperi Part i fou així com estengué ràpidament els seus dominis, exigint la lleialtat dels prínceps locals de Fars i obtenint el control sobre les províncies veïnes de Kerman, Esfahan, Susiana i Menese. Fomentà també una rebel·lió de nobles a l'Atropatene. Com a resposta, Artaban ordenà al governador del Khuzestan atacar, i el 28 d'abril del 224 en la batalla d'Hormazan venceren els sassànides. Artaban organitzà una segona campanya i els dos exèrcits s'enfrontaren de nou en la batalla d'Hormizdeghan, prop d'Ormuz, entre Bebehan i Shushtar (Sosirate) a finals del 226, en la qual Artaban fou derrotat i mort.
Posteriorment anà sent reconegut com a màxim dirigent de l'imperi per diverses províncies com ara Mèdia, Sistan, Khorasan, Margiana i Aria, i fins i tot temporalment pels kuixana i els indo-escites de l'Afganistan. Artaxerxes agafà el títol de Shahanshah (rei dels reis, en arameu malkan-malka) inaugurant així quatre segles de govern sassànida. La seva investidura a Ctesifont, feta davant el déu Ahura Mazda o Ormazd, apareix als relleus de Naqsh-e-Radjab i Naqsh-e-Rostam, prop de Persèpolis.
Durant els anys següents, Artaxerxes I reprimí algunes rebel·lions locals i intentà expandir encara més el seu nou Imperi cap a l'est i el nord-est, conquerint les províncies de Sistan, Gurgan, Khorasan, Margiana (en l'actual Turkmenistan), Balkh i Coràsmia. A més, s'annexà Bahrain i Mossul. Posteriors inscripcions sassànides afirmen també la submissió dels regnes de Kuixan, Turan i Mekran a Artaxerxes, encara que basant-se en les proves numismàtiques és més probable que aquests regnes fossin sotmesos pel seu fill, Sapor I. A l'oest, els assalts contra Hatra, Armènia i Adiabene tingueren un èxit menor.
Set famílies tenien els grans càrrecs de la cort i encara que eren terratinents no posseïen dominis territorials continuats. Les principals foren els Karen, Suren, Ispahbudhan, o Aspahbadh, (totes tres d'origen part), Spandiyah i Mihran. La capital s'establí a Veh-Ardashir, ciutat bessona de Ctesifont.

### Primeres guerres contra Roma

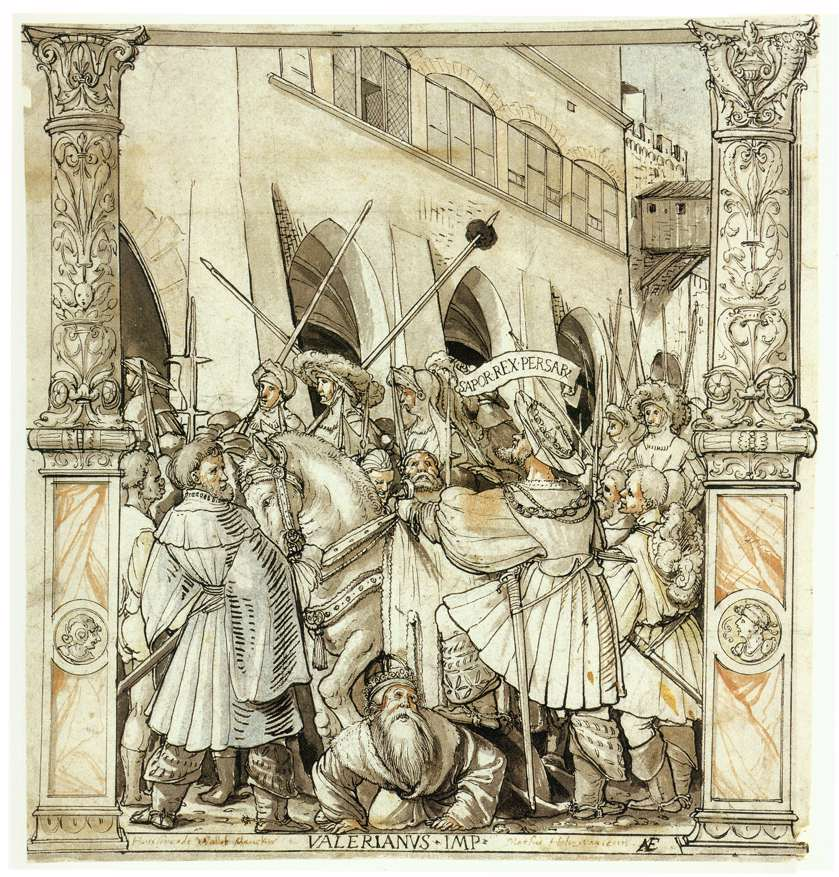
Dibuix de la rendició de Valerià I a Sapor I.

Sapor I (241 - 272), continuà l'expansió iniciada pel seu pare, conquerint Bactriana i Kuixan, a la vegada que liderava nombroses campanyes contra Roma en les famoses guerres romano-sassànides. El 252 ocupà Armènia on prèviament havia fet matar el rei Tiridates II i col·locà en el tron a Artavastes VII. Sapor I penetrà profundament en territori romà, tot conquerint Antioquia (Síria) entre el 253 i el 256, i derrotà els emperadors romans Gordià III (238 - 244), Filip l'àrab (244 - 249) i Valerià I (253 - 260). Aquest últim fou fet presoner el 259 arran de la batalla d'Edessa, una gran derrota sense comparació en tota la història romana. Sapor I commemorà la seva victòria encarregant la talla dels relleus de Naqsh-e Rostam, i també una monumental inscripció en persa i en grec en les proximitats de Persèpolis; en aquests relleus es veu el rei persa perdonant la vida a l'emperador romà. Antioquia, Tars i Cesarea caigueren en mans dels perses que feren milers de captius els quals foren utilitzats en grans obres públiques (entre elles, segons la tradició, els dics de Shushter, i Gundishapur a Susiana) però al cap de poc temps els perses hagueren de retirar-se cap a més enllà de l'Eufrates per l'arribada de forces romanes. Entre el 260 i el 263, Sapor perdé alguns dels territoris recentment conquerits a mans d'Odenat, aliat de Roma.
Sapor I, fou el primer a portar el títol de Shahanshah i Eran ou Aeran (rei dels reis de l'Iran i el No Iran). Projectà un intensiu pla de desenvolupament. Fundà un important nombre de ciutats, habitades algunes d'elles per emigrants procedents de territori romà. Entre aquests immigrants s'incloïen cristians, que podien exercir la seva fe lliurement sota el govern sassànida. En l'aspecte religiós Sapor afavorí particularment el maniqueisme; protegí Mani i envià missioners maniqueïstes. Així mateix, Sapor feu amistat amb el rabí babiloni Shmuel, una amistat que fou avantatjosa per a la comunitat jueva i que els donà un respir davant de les opressives lleis dictades contra la seva fe (Per més informació vegeu l'article: Persecució i tolerància dels cristians a Pèrsia).
Els successors de Sapor I canviaren la seva política de tolerància religiosa. Bahram I (273-276) perseguí Mani i els seus seguidors. Mani fou empresonat i Bahram I n'ordenà l'execució, tot i que segons la llegenda morí a la presó. Altres fonts, però, afirmen que fou decapitat i escorxat.

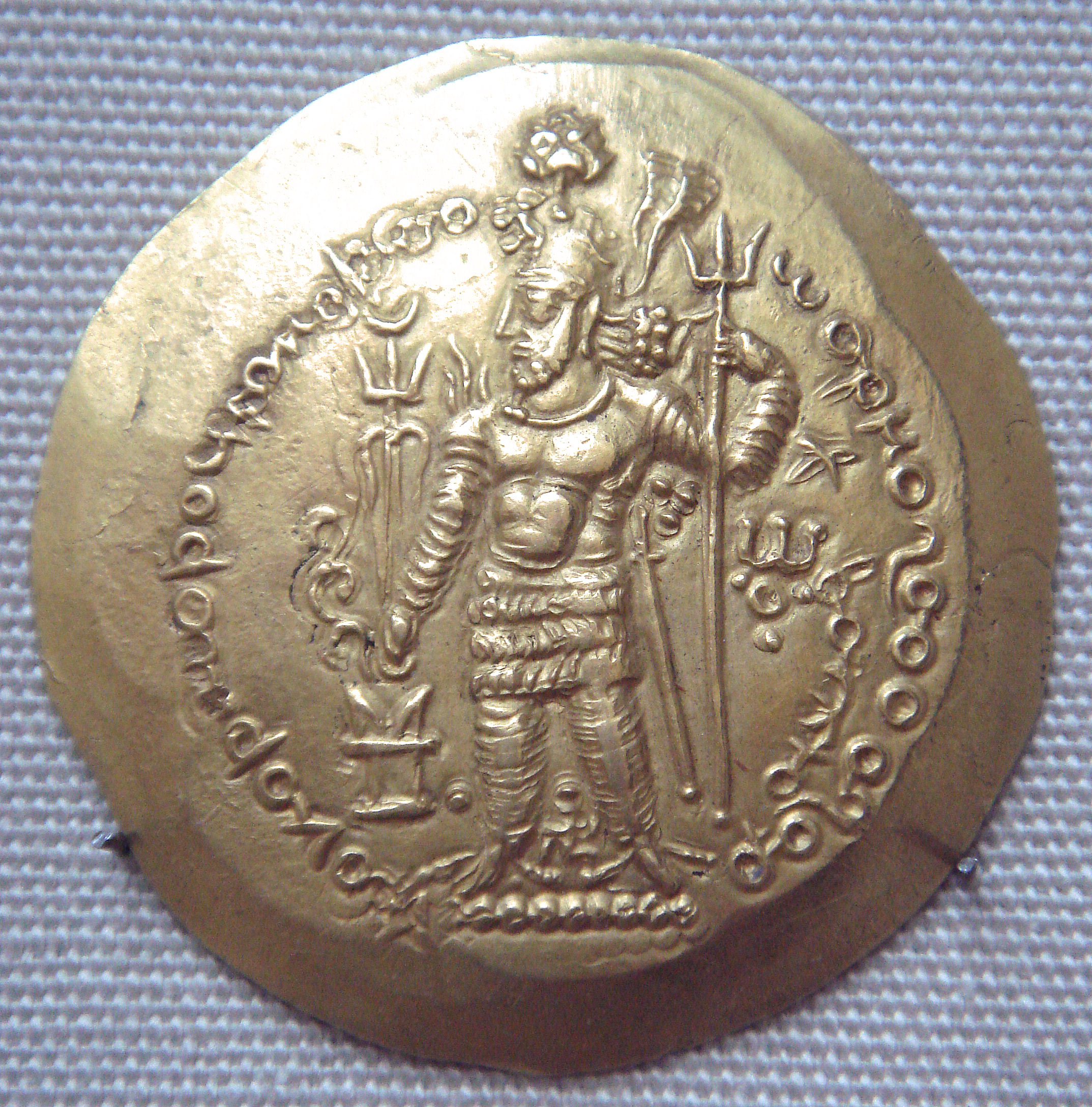
Moneda d'Ormazd I trobada a l'Afganistan.

Bahram II (276 - 293) continuà la política religiosa del seu pare. Fou un governador dèbil que perdé nombroses províncies occidentals a mans de l'emperador romà Car (282 - 283). Durant el seu regnat, la major part d'Armènia, que havia estat en mans perses durant mig segle passaren al control de Dioclecià (284 - 305).
Acabat el breu regnat de Bahram III en 293, Narses (293 - 302) s'abocà a una nova guerra contra Roma. Després de l'èxit inicial obtingut contra el futur emperador romà Galeri (305 - 311) prop de Callinicum, sobre l'Eufrates el 296, Narses fou derrotat en una emboscada a Armènia l'any 297. En el tractat que conclogué aquesta guerra, els sassànides cediren totes les terres a l'oest del Tigris i acordaren no interferir en els assumptes d'Armènia i Geòrgia.
Després d'aquesta derrota, Narses abdicà l'any 301, i morí l'any següent. El fill de Narses, Ormazd II (302 - 309), ocupà el tron. Tot i que reprimí les revoltes de Sistan i Kutxan, Ormazd II fou un altre monarca dèbil i incapaç de controlar la noblesa. Ormazd fou assassinat l'any 309 per uns beduïns mentre caçava.

### Sapor II. La primera edat d'or (309- 379)

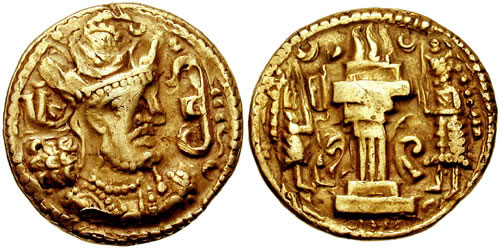
Moneda amb l'efígie de Sapor II.

A la mort d'Ormazd II començaren una sèrie d'incursions dels àrabs des del sud, atacant algunes de les ciutats meridionals de l'imperi i fins i tot entrant a la província de Fars. Mentrestant, els nobles perses assassinaren el primogènit d'Ormazd II, encegaren el seu segon fill i n'empresonaren el tercer (el qual més tard s'amagà en territori romà). El tron es reservà per al fill no nat d'una de les vídues d'Ormazd II, Sapor II (309 - 379) (es diu que Sapor podria haver estat l'únic rei de la història coronat abans de néixer). Durant la seva joventut, l'Imperi fou controlat per la seva mare (que actuà com a regent) i pels nobles. Quan arribà a l'edat adulta, assumí el poder i demostrà que era un governant actiu i capaç, conduint el seu petit exèrcit a lluitar contra els àrabs, derrotant-los i assegurant les àrees meridionals de l'imperi. Posteriorment començà la seva primera campanya contra els romans a l'oest, on, tot i els èxits inicials, després del setge de Singara, hagué d'aturar les conquestes a causa de les incursions nòmades a les fronteres orientals de l'imperi. Aquestes incursions posaren en perill Transoxiana, una zona estratègica i vital per al control de la Ruta de la seda.
Les forces de Sapor eren insuficients per conservar tot el territori conquerit a l'oest i hagué de signar un tractat de pau amb Constanci II el 350 en el qual ambdós imperis es comprometien a no atacar el territori de l'altre durant un període limitat de temps. Sapor marxà a l'est cap a Transoxiana per posar fi a les incursions dels nòmades orientals de l'Àsia central, que derrotà, annexant l'àrea com una nova província, i seguint l'expansió cultural, l'art sassànida penetrà al Turquestan i arribà fins a la Xina.
Sapor II, juntament amb el rei nòmada Grumbates, inicià una nova campanya contra els romans el 359, aquesta vegada acompanyat per tot el seu poder militar i el suport dels nòmades. Fou una campanya victoriosa en la qual un total de cinc províncies romanes passaren a mans perses.
Durant el seu regnat es completaren els Avesta, els textos sagrats del zoroastrisme, mentre es castigava l'heretgia i l'apostasia. En reacció contra la cristianització de l'Imperi Romà efectuada per Constantí I el Gran (324 - 337) es perseguiren de nou els cristians. Sapor II, igual que Sapor I, fou un monarca tolerant amb els jueus, els quals visqueren amb una llibertat relativa i obtingueren molts avantatges durant el seu regnat.
A la mort de Sapor II, l'Imperi Persa era més fort del que mai havia estat, havia pacificat els seus enemics de l'est i tenia Armènia sota control persa.

### L'era intermèdia (379-498)

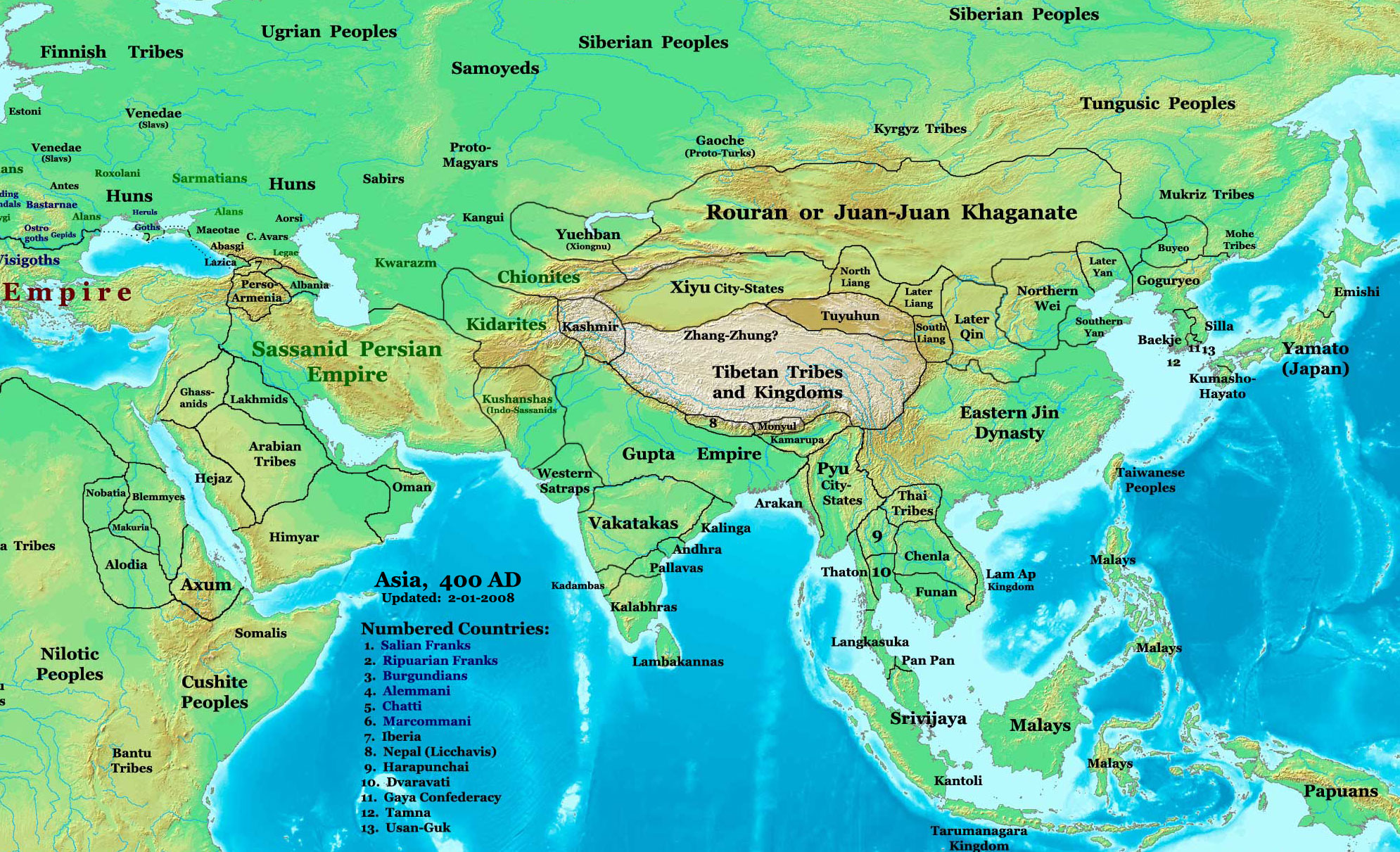
Mapa d'Àsia vora l'any 400.

D'ençà de la mort de Sapor II i fins a la primera coronació de Kavadh I, Pèrsia gaudí d'una relativa estabilitat, amb només algunes guerres amb l'Imperi Romà d'Orient. En aquesta època, la política religiosa de l'Imperi canvià radicalment d'un rei a un altre. Amb l'excepció d'una sèrie de monarques febles, el sistema administratiu establert per Sapor II continuà sent fort, i l'Imperi seguí funcionant amb normalitat.
Sapor II deixà, un cop mort (379) l'imperi a mans del seu germanastre Artaxerxes II (que governà del 379 al 383), fill de Bahram de Kuixan, i posteriorment l'heretaria el seu fill Sapor III (que regnaria fins al 388). Cap d'ells tingué el talent del seu predecessor. Artaxerxes II fracassà en tractar d'ocupar el buit deixat pel seu germanastre i Sapor III fou un bon governant i força popular entre els seus súbdits, però no deixà cap llegat destacable. Fou assassinat per membres de l'exèrcit descontents perquè feu la pau amb els romans d'Orient. El succeí el seu fill Bahram IV (388 - 399). Tot i que fou un monarca més actiu que el seu pare, tampoc no proporcionà a l'imperi fets de gaire importància. Durant aquest temps, Armènia fou dividida per un tractat entre els imperis romà i sassànida. Els sassànides restabliren el seu domini sobre la major part d'Armènia, mentre que els romans d'Orient n'obtingueren una petita porció de la zona occidental.
Al fill de Bahram IV, Isdigerdes I (399 - 421) se'l compara amb freqüència amb Constantí I el Gran. Com ell, fou un personatge fort, tant físicament com diplomàticament i feu servir el poder de forma oportunista. Durant el seu govern l'imperi adoptà una política de tolerància religiosa i donà llibertat a les religions minoritàries. Aturà la persecució contra els cristians i imposà càstigs als nobles i als sacerdots que desobeïssin aquestes directrius. El seu regne abastà una època d'una pau relativa amb els romans i fins i tot tingué al jove Teodosi II (408 - 450) sota la seva custòdia. També es casà amb una princesa jueva, la qual li donà un fill anomenat Narsi.

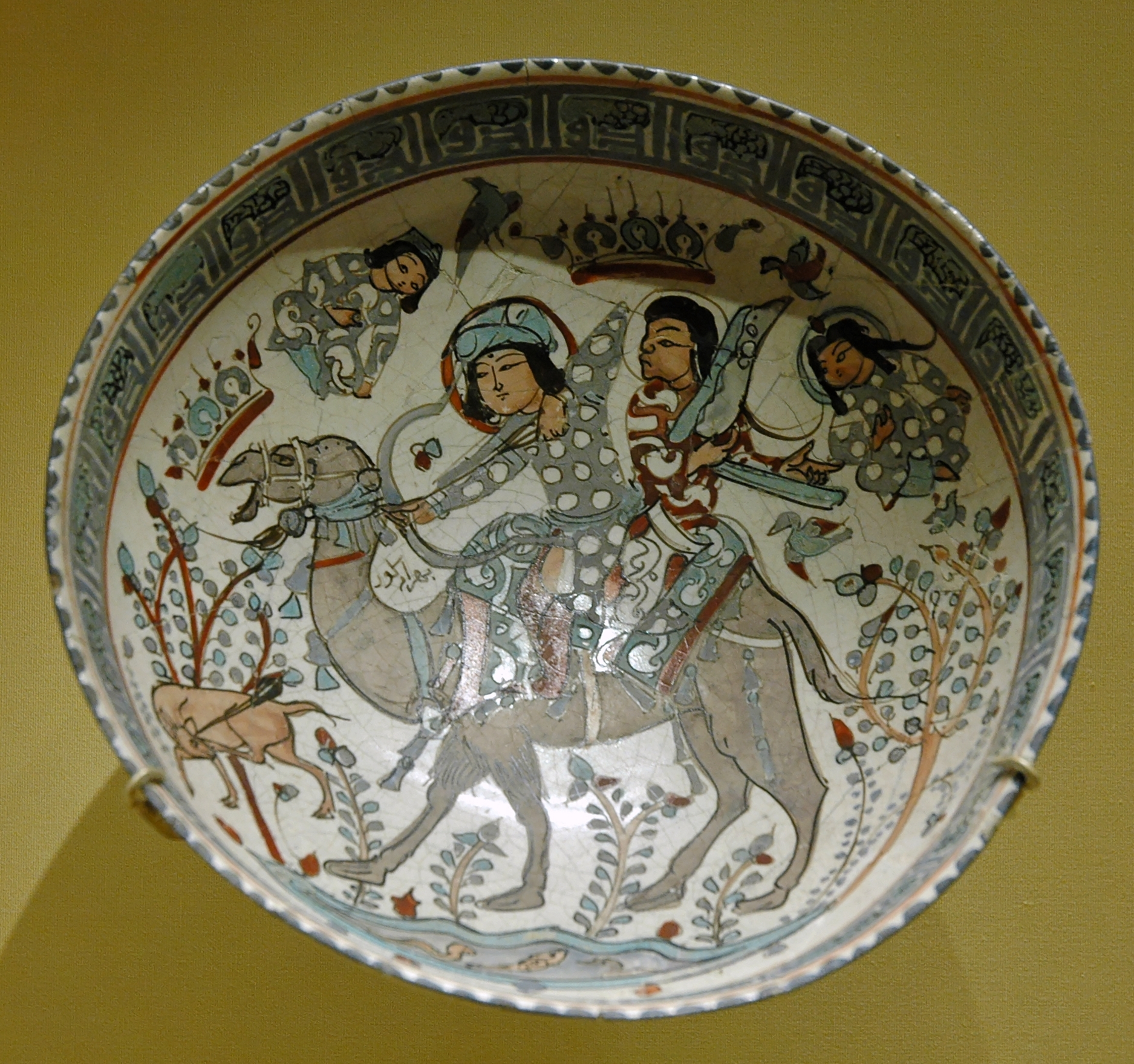
Plat decorat iranià on es representa una escena de caça de Bahram Gor (o principis del).

Bahram V (421 - 428), més conegut com a Bahram Gor, fill d'Isdigerdes I i Soshandukht, filla d'exiliats jueus, és un dels reis sassànides més coneguts, obtingué la corona després de la sobtada mort (o assassinat) del seu pare Isdigerdes I, amb l'oposició de gran part del regne, que comptava amb l'ajuda d'al-Mundhir, de la dinastia àrab (lacmida) d'al-Hirah. L'any 427, Bahram V acabà amb la invasió dels nòmades heftalites a l'est i estengué la seva influència per l'Àsia central, on el seu retrat sobrevisqué durant segles en les monedes de Bukharà (l'actual Uzbekistan). Bahram V deposà també el regne vassall de l'Armènia persa i convertí la regió en una altra província. Bahram V, heroi de nombrosos mites que persistiren fins i tot després de la destrucció de l'Imperi Sassànida, és un referent en la tradició persa, que relata moltes històries sobre el seu valor i bellesa, de les seves victòries sobre romans, turcs, hindús i etíops axumites i de les seves aventures en la caça i l'amor. Va guanyar la corona disputant-se-la amb el seu germà. Personalitzava la prosperitat reial. Durant el seu regnat s'escrigueren les millors obres de la literatura sassànida, es compongueren notables obres musicals i esports com el polo es convertiren en el passatemps reial, una tradició que continua encara en molts regnes.
Isdigerdes II (438 - 457), fill de Bahram V, fou un governant just i moderat, tot i que a diferència d'Isdigerdes I, practicà una política religiosa repressiva amb les minories, especialment amb els cristians. A l'inici del seu regnat, Isdigerdes II reuní un exèrcit integrat per diverses nacions, incloent-hi els seus aliats hindús, i atacà l'Imperi Romà d'Orient, que estava construint fortificacions en territori persa, prop de Carrhae. Els perses els agafaren per sorpresa, i si no hagués estat per una forta inundació, Isdigerdes podria haver-se internat molt més en territori romà. L'emperador romà d'Orient Teodosi II demanà la pau enviant el seu comandant a negociar al campament d'Isdigerdes. El 441, ambdós imperis es comprometien a no construir més fortificacions a la frontera. Tanmateix, Isdigerdes II es trobava en una situació millor que els romans d'Orient per negociar, i si no exigí més concessions fou per les incursions dels kidarites a Pàrtia i a Coràsmia. Va reunir les seves forces a Neishabur el 443 i va llençar una prolongada campanya contra aquests. Finalment, i després d'algunes batalles, expulsà els kidarites més enllà del riu Oxus el 450.
Durant la seva campanya a l'est, Isdigerdes II començà a sospitar dels cristians que formaven part del seu exèrcit, per la qual cosa els expulsà. Va començar una persecució contra els cristians i en menor mesura contra els jueus. Per restablir el zoroastrisme a Armènia, esclafà una rebel·lió de cristians armenis a la Batalla de Vartanantz, el 451. Igualment els armenis continuaren sent majoritàriament cristians. En els seus últims anys, s'enfrontaria de nou amb els kidarites, fins que morí l'any 457.
Ormazd III (457 - 459), el fill petit d'Isdigerdes II, ascendí llavors al tron. Durant el seu curt regnat lluità constantment contra el seu germà gran Peroz I, que tenia el suport de la noblesa, i contra els heftalites a Bactriana. Finalment fou assassinat el 459 pel seu germà.
A principis del segle v, els heftalites (huns blancs), juntament amb altres grups nòmades, atacaren Pèrsia. Al principi, Bahram V i Isdigerdes II infligiren decisives derrotes a aquests grups i els feren retrocedir fins a l'est. Els huns tornaren a finals del mateix segle i derrotaren Peroz I (457 - 484) l'any 483. Després d'aquesta victòria, els huns envaïren i saquejaren parts de l'est de Pèrsia durant dos anys, i recaptaren forts impostos durant els anys que seguiren aquests saquejos. Els atacs huns portaren inestabilitat al regne. Peroz I intentà de nou expulsar els heftalites, però en el camí cap a Herat, ell i el seu exèrcit foren emboscats pels huns en el desert. Peroz I fou assassinat, i el seu exèrcit destruït. Llavors, els heftalites avançaren cap a la ciutat d'Herat, convertint l'Imperi Persa en un caos.
Un noble de l'antiga família dels Karen; Zarmihr (o Sokhra), restaurà l'ordre perdut elevant a Balash I (484 - 488), un dels germans de Peroz I al tron, tot i que l'amenaça dels huns persistí fins al regnat de Còsroes I Anusarvan. Balash I fou un monarca magnànim, que feu concessions als cristians, tot i que no prengué mesures contra els enemics de l'imperi, en especial contra els huns blancs. Després d'un regnat de quatre anys, Balash fou encegat i deposat, i el seu nebot Kavadh I ocupà el tron.
Kavadh I (488 - 531) fou un governant enèrgic i reformista. Donà els seus favors a la secta fundada per Mazdak, fill de Bamdad, el qual propugnava que els rics havien de compartir les seves propietats amb els pobres. La intenció de Kavadh era posar fi a la influència dels magnats i de l'aristocràcia emergent. Aquestes reformes portaren al seu enderrocament i empresonament al "Castell de l'oblit", a Susa, i el seu germà petit, Djamasp, fou elevat al tron el 496. Tanmateix, Kavadh s'escapà de la presó l'any 498 i trobà refugi amb el rei dels huns blancs.
Djamasp (496 - 498) s'instal·là al tron sassànida després de l'enderrocament de Kavadh I per membres de la noblesa. Djamasp fou un bon rei que reduí els impostos per afavorir els camperols i els pobres. També professà certa simpatia per la secta dels mazdakites. El seu regnat durà poc, ja que el seu germà Kavadh retornà encapçalant un gran exèrcit cedit pel rei dels heftalites. Els partidaris de Djamasp deposaren les armes i restauraren en el tron sassànida a Kavadh I. A les fonts no es torna a mencionar a Djamasp un cop restaurat el regnat del seu germà, però se suposa que fou ben tractat a la cort de Kavadh I.

### La segona edat d'or (498-622)

#### Kavadh I

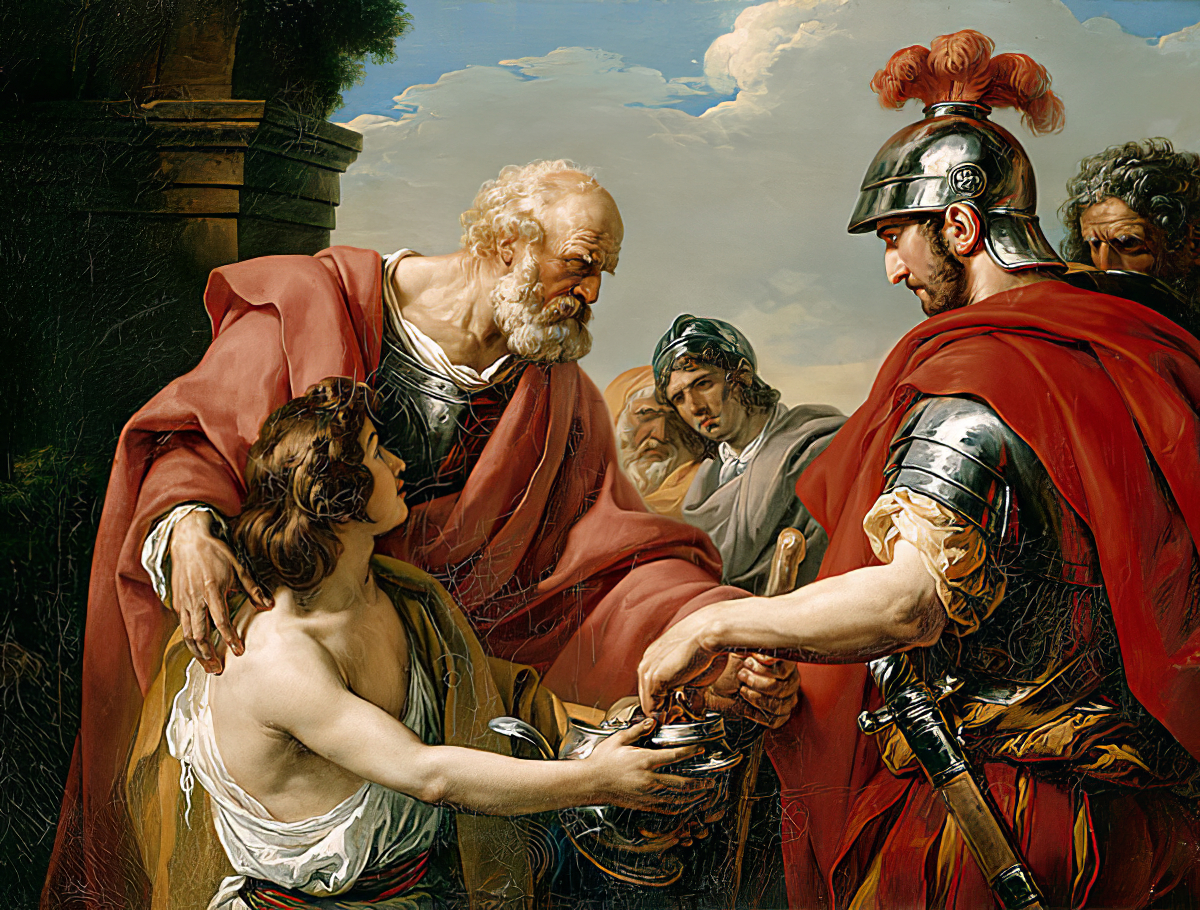
Belisari, el general més important de tota la història de l'Imperi Romà d'Orient fou derrotat pels exèrcits de Kavadh I. Belisari pintat per François-André Vincent (1776)

La segona edat d'or començà amb l'inici del segon regnat de Kavadh I. Amb el suport dels heftalites, Kavadh començà una campanya contra els romans.
L'any 502 prengué Teodosiòpolis (Erzurum), a Armènia. El 503 conquerí Amida (Diarbekir), prop del Tigris. L'any 505, una invasió a Armènia per part dels huns occidentals des del Caucas dona lloc a un armistici. Durant aquest armistici, els romans pagaren tribut als perses pel manteniment de les fortificacions al Caucas. Al 525, Kavadh acabà amb les revoltes produïdes a la Làzica (al sud-oest de Geòrgia), i la tornà a capturar. El seu exèrcit amb l'ajut dels àrabs nestorians lacmides, de Hira, un regne vassall dels sassànides, derrotà l'exèrcit romà d'Orient comandat per Belisari, famós general de Justinià I, en dues ocasions: una l'any 530, a la Batalla de Nísibis (530), i una altra el 531, a la Batalla de Callinicum. Tot i que no es podia alliberar del jou dels heftalites, Kavadh aconseguí restablir l'ordre dins de l'imperi i portar a terme victorioses campanyes contra els romans, fundà moltes ciutats, algunes de les quals adoptaren el seu nom, i començà a regular els impostos.

#### Còsroes I

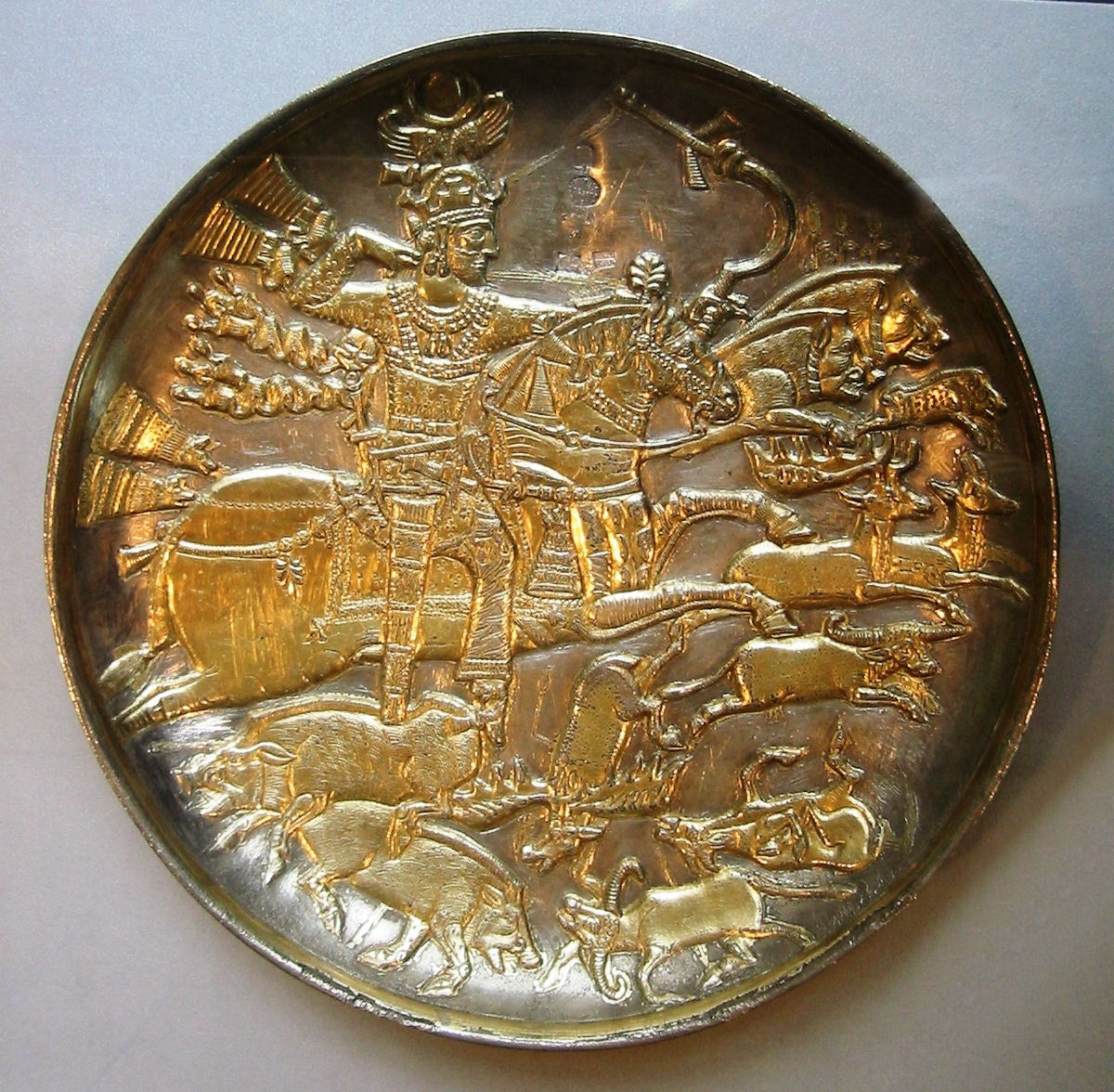
Plat en què es representa una escena de caça del Shahansha Còsroes II.

Un cop mort Kavadh (531), el seu fill Còsroes I, també conegut com a Anushirvan ("Ànima immortal"), ascendí al tron de Pèrsia. Governà des del 531 fins al 579. És el més famós dels reis sassànides a causa de les seves reformes en l'aparell de govern sassànida. Introduí un sistema racional d'impostos basat en la inspecció de les possessions, tasca iniciada pel seu pare i també intentà, per tots els mitjans possibles, incrementar els ingressos de l'imperi. Els anteriors grans senyors feudals equipaven els seus propis exèrcits, els seus seguidors i criats. Còsroes I desenvolupà una nova força de dekhans o «cavallers», pagats i equipats pel govern central. Centralitzà l'exèrcit i la burocràcia, allunyant-los de la influència dels senyors locals.

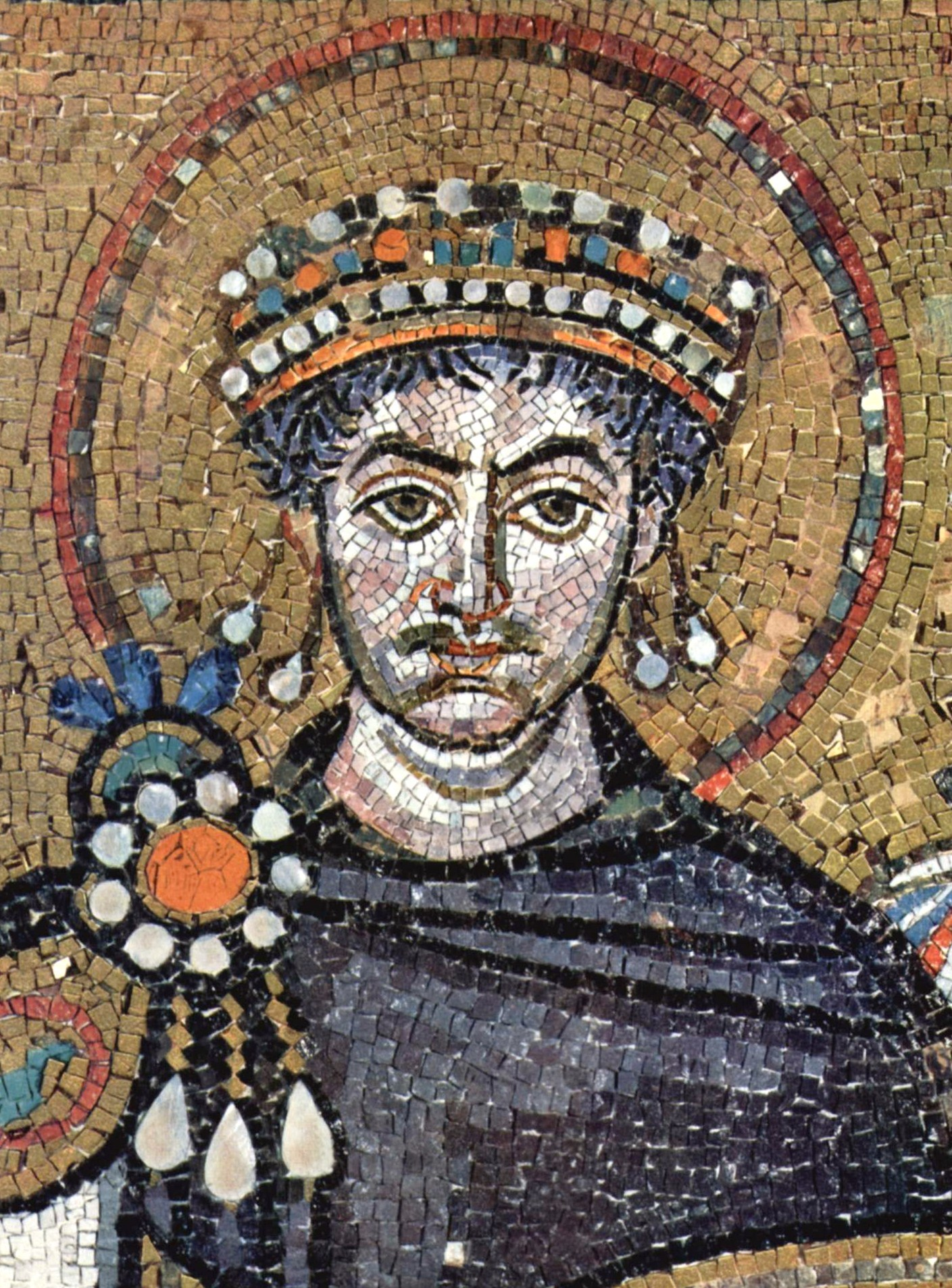
Justinià el Gran es veié obligat a pagar tributs a Còsroes I a causa de la força de les seves escomeses.

Tot i que Justinià I (527 - 565) havia pagat la suma de 440.000 peces d'or per mantenir la pau, el 540 Còsroes I trencà la «pau eterna» firmada el 532 i envaí Síria, on capturà i saquejà la ciutat d'Antioquia. Durant el seu camí de tornada, recaptà diners de diverses ciutats romanes d'Orient.
El 565 morí Justinià I i fou succeït al tron romà d'Orient per Justí II (656 - 578), el qual decidí deixar de pagar als cacics àrabs per impedir que seguissin efectuant incursions en territori romà d'Orient a Síria. Un any abans, el governador sassànida d'Armènia, de la família Suren, havia construït un temple consagrat al foc a Dvin, prop de la moderna Erevan, i matà a més un influent membre de la família dels Mamiconis, cosa que provocà una revolta que conduí a la massacre del governador persa i tota la seva guàrdia el 571. Justí II s'aprofità de la revolta per posar fi als tributs anuals a Còsroes I per la defensa dels passos del Caucas. Els armenis foren rebuts com aliats i s'envià un exèrcit al territori persa que assetjà Nísibis el 572. No obstant això, les discrepàncies entre els generals romans d'Orient no tan sols portaren a l'abandó del setge, sinó que a més l'exèrcit romà d'Orient fou assetjat a la ciutat de Dara, que finalment fou presa pels perses. Posteriorment l'exèrcit persa saquejà Síria, fet que provocà una nova petició de pau per part de Justí II. La rebel·lió a Armènia acabà amb una amnistia general atorgada per Còsroes I, que retornà Armènia al control sassànida.
Cap al 570, Ma al-Karib, germanastre del rei del Iemen, demanà la intervenció de Còsroes I en el seu país en contra la intervenció del regne cristià ortodox d'Etiòpia. Còsroes I envià una flota i un petit exèrcit sota les ordres d'un comandant anomenat Vahriz prop de l'actual Aden que marxà contra la capital del país, la qual ocuparen. Saif, fill de Mard-Karib, que havia acompanyat l'expedició, es convertí en rei entre 575 i 577. A més, els sassànides establiren una base al sud d'Aràbia per controlar el comerç marítim amb l'est.
La primera guerra perso-túrquica es va lliurar entre 588 i 589 entre l'Imperi Sassànida i els principats heftalites i els Turcs Orientals. El conflicte va començar amb la invasió de l'Imperi Sassànida per part dels turcs i va acabar amb una decisiva victòria sassànida i la reconquesta de les terres perdudes al sud de l'Oxus i la captura de Chach i Samarcanda a mans de Vararanes Chobin.

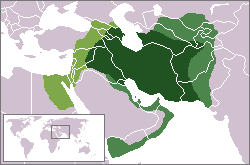
Màxima extensió de l'Imperi Sassànida sota el mandat de Còsroes II.

Vararanes Chobin, enfurismat per la seva deposició després de ser derrotat al riu Araxes pels romans d'Orient menats per Romà, va aixecar una revolta que aviat va obtenir el suport de bona part de l'exèrcit sassànida. Alarmat pel seu avanç, l'any 590 els membres de la cort persa van enderrocar i van matar Ormazd IV, elevant el seu fill al tron com a Còsroes II. Posteriorment, els regnes del sud d'Aràbia renunciaren al vassallatge que els lligava als sassànides, i aquests es veieren obligats a enviar una nova expedició persa el 598 que aconseguí annexar-se el sud d'Aràbia com una altra província de l'imperi. Aquestes províncies es conservaren fins a la difícil època que seguí a la mort de Còsroes II. El regnat de Còsroes contemplà l'auge dels dighans (literalment, "senyors de pobles"), la petita noblesa terratinent, que constituí l'esquelet del que després es convertí en l'administració provincial sassànida i el sistema de recaptació d'impostos. Còsroes I fou un gran constructor que embellí la seva capital, fundant nous barris i construint nous edificis. Reconstruí els canals i les granges destruïdes durant les guerres. També construí poderoses fortificacions als passos, i desplaçà a algunes tribus en pobles curosament seleccionats de les fronteres perquè fessin de guardians contra possibles invasions. Fou un monarca tolerant amb totes les religions, encara que decretés l'oficialitat del zoroastrisme per tot l'estat.
Després de Còsroes I, Ormazd IV (579 - 590) prengué el tron. Ormazd IV fou un governant enèrgic que mantingué la prosperitat instaurada pels seus predecessors. Durant el regnat del seu successor, Còsroes II (590 - 628), el general Vararanes Chobin es revoltà i derrotà Còsroes en la batalla del Balàrat el 591, fou proclamat com a Vararanes VI i provocà una breu crisi en el regne, ja que Còsroes II aconseguí restablir el seu control sobre l'imperi. A més a més, aprofitant la guerra civil que sacsejava l'Imperi Romà d'Orient, llençà una ofensiva a gran escala sobre aquest. El somni sassànida d'aconseguir el domini persa sobre Armènia estigué a punt de complir-se quan caigueren Damasc i Jerusalem. Egipte caigué una mica més tard i una altra expedició persa el 598 va annexionar el sud d'Aràbia com a província sassànida. El 626, Còsroes II assetjà Constantinoble amb l'ajut de forces eslaves i àvares, només per veure la inexpugnabilitat de la capital romana d'Orient.
Aquesta important expansió estigué acompanyada d'un període igualment brillant de l'art persa, de la música i de l'arquitectura.

### Decadència i fi de l'Imperi (622-651)
Tot i que Còsroes II en sortí victoriós, la seva campanya es realitzà a costa d'una enorme pressió fiscal. L'emperador romà d'Orient Heracli contraatacà amb un moviment tàctic, abandonant la seva capital assetjada i navegant fins al mar Negre per atacar Pèrsia des de la rereguarda. Mentrestant, la mútua desconfiança entre Còsroes II i el seu general Sarbar, agreujades per les cartes falses que els agents romans d'Orient feren arribar al general persa, i on suposadament deia que Còsroes II planejava la seva execució, feu que Sarbar romangués neutral durant aquest període crític. Així Pèrsia perdé un dels seus exèrcits més grans i un dels seus millors generals. Per acabar-ho de rematar, Shanin, l'altre gran puntal de l'exèrcit sassànida, que havia conquerit el Caucas i Anatòlia, morí de forma sobtada, cosa que acabà de desequilibrar la balança a favor dels romans d'Orient. Heracli, amb l'ajut dels khàzars i de les tropes turques, aprofità l'absència de Shanin i de Sarbar per obtenir diverses victòries devastadores contra el regne sassànida, debilitat per quinze anys de guerres. La campanya d'Heracli culminà en la batalla de Nínive, on els romans d'Orient, sense l'ajuda dels khàzars, que havien abandonat a Heracli, derrotaren l'exèrcit persa comandat per Rhahzadh. Llavors Heracli marxà cap a Mesopotàmia, saquejant Takht-e Soleiman i el palau de Dastugerd, on s'assabentà que Còsroes II fou deposat per l'aristocràcia persa i assassinat. Després de l'assassinat de Còsroes II es produí una guerra civil. Durant un període de catorze anys se succeïren dotze reis, incloses dues filles de Còsroes II i el general Shahbaraz. L'Imperi Sassànida es debilità considerablement. El poder central passà a mans dels generals. Passaren molts anys fins a l'aparició d'un rei fort, i des de llavors, l'Imperi no tornà a ser el que era.

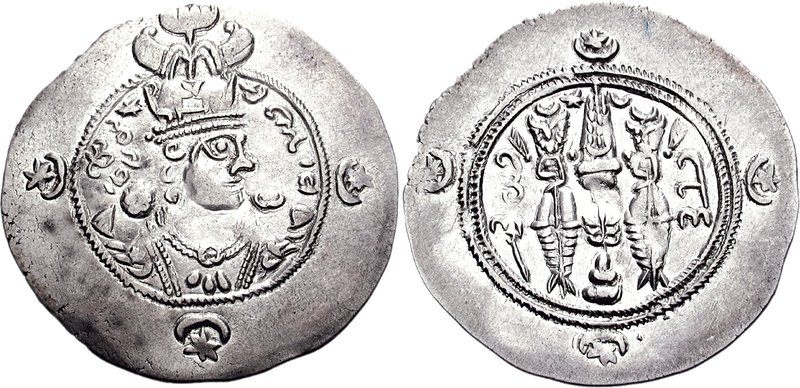
Una moneda d'Isdigerdes III, l'últim rei sassànida.

A la primavera de 632, un net de Còsroes I, Isdigerdes III, que havia viscut amagat, s'elevà al tron. Aquell mateix any, els primers esquadrons àrabs efectuaren ràtzies en territori persa. Els anys de guerra havien esgotat tant als romans d'Orient com als perses. Els sassànides es trobaven encara més debilitats per la crisi econòmica, els alts impostos, els problemes religiosos, la rígida organització social, el creixent poder dels terratinents i els successius canvis de govern, factors que facilitaren la invasió àrab durant l'expansió de l'islam.
Els sassànides mai no oposaren gaire resistència als exèrcits àrabs. Isdigerdes III era només un noi a la mercè dels seus consellers i, per tant, incapaç d'unir un vast imperi reduït a un grup de petits regnes feudals, encara que els romans d'Orient, sotmesos a la mateixa pressió per part dels àrabs, ja no fossin una amenaça. El primer encontre entre els sassànides i els musulmans àrabs es produí en la batalla del Pont en 634, que tot i que acabà amb una victòria persa, no aturà l'amenaça àrab. Aquests tornaren poc després, comandats per Khalid ibn Walid, un dels antics companys d'armes de Mahoma i líder de l'exèrcit àrab.
Comandat pel califa Omar ibn al-Khattab, un exèrcit musulmà derrotà l'exèrcit persa més gran liderat pel general Rostam Farrokhzad a les planes d'al-Qadisiyyah el 637, i després assetjà Ctesifont, que caigué després d'un llarg setge. Isdigerdes fugí llavors cap a l'est, deixant darrere seu la major part de l'enorme tresor de l'imperi. Els àrabs, que prengueren Ctesifont poc després de la fugida del monarca persa, deixaren el govern sassànida pràcticament arruïnat, a la vegada que obtingueren uns importants ingressos pels seus interessos. És molt probable que si l'Imperi Sassànida no s'hagués trobat exhaust, dividit i amb un govern incompetent, la cavalleria persa (asawara) hauria pogut derrotar els musulmans sense massa problemes. Tanmateix, les forces perses no s'hi arribaren a unir. El resultat fou la conquesta islàmica. Alguns governants sassànides intentaren combinar les seves forces per fer retrocedir els invasors, però aquests esforços resultaren inútils a causa de la poca centralització, i els governants foren derrotats a la Batalla de Nihawand. A partir d'aquell moment, l'imperi, amb les seves estructures de comandament militar inexistents, les seves tropes derrotades, amb els seus recursos econòmics destruïts i la casta dels asawara desapareguda, es mostrava indefens davant l'invasor.
Quan tingué notícies de la derrota de Nihawand, Isdigerdes III amb la majoria de la noblesa persa, fugí encara més cap al nord, a la província de Khorasan. Isdigerdes fou assassinat per un moliner a Merv (Sogdiana), a finals del 651, mentre la resta de nobles se situaven a l'Àsia central -principalment a Coràsmia-, on contribuïren a la difusió de la cultura persa i la seva llengua en aquella regió, establint la primera dinastia nativa iraniana: la dinastia samànida, que ressuscità les tradicions i la cultura sassànida després de la invasió de l'islam.
La ràpida caiguda de l'Imperi Sassànida es completà en un període de cinc anys, i gran part del seu territori fou absorbit pel califat islàmic dels Omeies. Tanmateix, moltes ciutats iranianes resistiren, lluitant contra els invasors en moltes ocasions. Les poblacions de ciutats com ara Rayy, Esfahan i Hamadan foren exterminades tres vegades pels califes per imposar l'ordre i espantar el poble iranià. La població acceptà l'islam, encara que en alguns casos ho feren per evitar les restriccions imposades als no musulmans, restriccions que incloïen el pagament d'un impost especial (jizya). Els musulmans destruïren l'Acadèmia de Gundishapur i la seva biblioteca, cremant els llibres que hi havia. La major part de les obres literàries i dels registres sassànides foren destruïts. Les poques obres que es conservaren serien posteriorment traduïdes a l'àrab i al persa modern. Durant la invasió islàmica, moltes ciutats foren destruïdes o abandonades, els palaus i els ponts quedaren en ruïnes i molts dels magnífics jardins imperials foren cremats.

## El govern

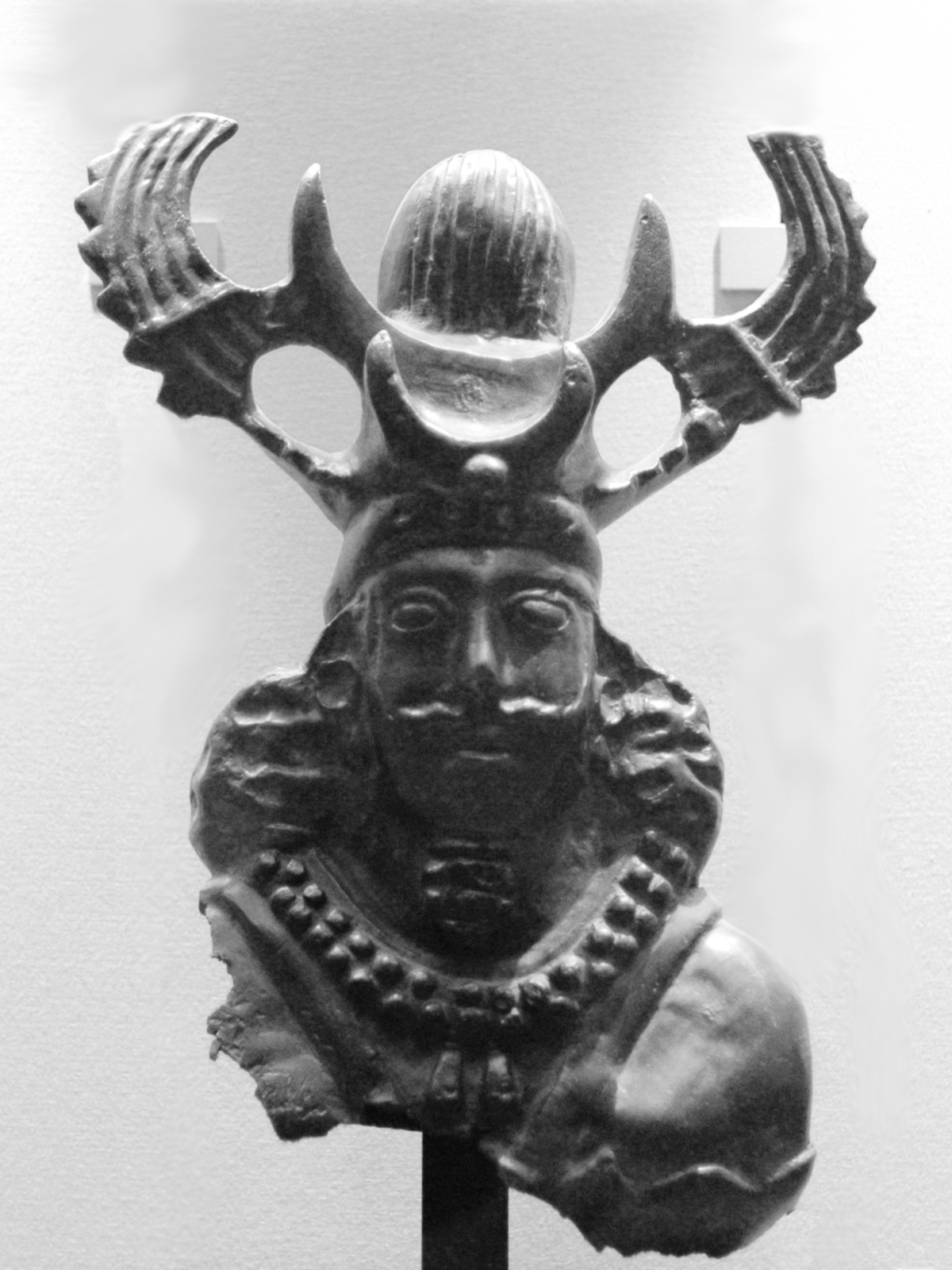
Bust d'un rei sassànida que visqué entre els segles i.

Els sassànides establiren el seu imperi ocupant aproximadament el mateix territori que els aquemènides, amb la capital Ctesifont, situada a la província de Khvarvaran. Els governants sassànides adoptaren el títol de Shahanshah (rei dels reis), convertint-se en amos i senyors de l'imperi i també en els guardians del foc sagrat, símbol de la religió nacional. Aquesta simbologia es veu a les monedes sassànides, on el monarca regnant, amb la seva corona i els atributs del seu càrrec, apareix en una de les cares i al revers hi surt la flama sagrada.
A un grau inferior, el territori era gestionat per governadors membres de la família reial sassànida, coneguts com a Shahrdar (شهردار), sota la supervisió directa del Shahanshah. El govern sassànida es caracteritzava per una considerable centralització, pels seus ambiciosos plans urbanístics i pel desenvolupament de l'agricultura i la investigació tecnològica. A les ordres del rei, una poderosa burocràcia s'encarregava de gran part dels assumptes governamentals. La cúpula d'aquesta burocràcia i el vicecanceller eren el "Vuzorg (Bozorg) Farmadar" (بزرگ فرمادار). Dintre d'aquest aparell burocràtic, els sacerdots practicants del zoroastrisme eren immensament poderosos. El dirigent de la classe sacerdotal era el Mobadan (موبدان), el qual, juntament amb el comandant en cap - Spahbod (ايران سپهد)- i el cap del sindicat de comerciants, "Ho Tokhshan Bod" (هوتوخشان بد), que era també ministre d'agricultura "Vastrioshansalar" (واستریوشانسالار) i el dirigent dels grangers eren els homes més poderosos de l'estat sassànida, només per sota de l'emperador.
Els monarques sassànides actuaven sovint com a assessors dels seus ministres, els quals formaven part del consell de l'estat. L'historiador musulmà Masudi elogiava l'excel·lent administració dels reis sassànides, la seva ordenada política, la cura que tenien dels seus súbdits i la prosperitat dels seus dominis.
Normalment, el càrrec imperial era hereditari, encara que pogués ser transmès pel rei a un fill petit. En dos moments de la seva història, el poder suprem estigué en mans de reines. Quan no existia un hereu directe disponible, els nobles i els prelats escollien un governant, tot i que aquesta elecció estava restringida als membres de la família reial.
La noblesa sassànida era una mescla dels antics clans parts, les famílies aristocràtiques perses i les famílies nobles dels territoris súbdits de l'imperi. Després de la dissolució de la dinastia arsàcida sorgiren moltes famílies nobles, tot i que els que una vegada foren els set clans parts dominants conservaren una gran importància social. A la cort d'Artaxerxes I, les velles famílies arsàcides de Suen-Pahlav i Karen-Pahlav, juntament amb nombroses famílies perses, ostentaven posicions de gran honor. El successor d'Artaxerxes, Sapor I, utilitzà com a símbol el blasó de Gondophar (un cercle rodejat per un creixent), que podria indicar la relació d'aquest monarca a través de la seva mare amb la casa de Suran-Pahlav.
Per norma general, les famílies de classe alta (Bozorgan), ostentaven el poder en l'administració imperial, incloent-hi els governadors de les províncies frontereres (anomenats Marzban, مرزبان). Gran part d'aquests càrrecs eren patrimonials, i en molts casos hereditaris, mantenint-se en la mateixa família durant generacions. Als Marzban més veterans se'ls hi permetia tenir un tron d'argent, mentre que als de les províncies de més importància estratègica (com el Caucas) aquest podia ser d'or. Durant les campanyes militars, els Marzban podien actuar com a mariscals de camp, i els Spahbods (menys nombrosos) comandar els exèrcits.
Culturalment, els sassànides implementaren un sistema d'estratificació social. Aquest sistema tenia la seva base en el zoroastrisme, establert com a religió oficial de l'imperi. La resta de les religions foren tractades amb força tolerància. Els emperadors sassànides buscaren de forma conscient ressuscitar les tradicions perses, tractant d'esborrar la influència cultural grega.

### L'exèrcit sassànida

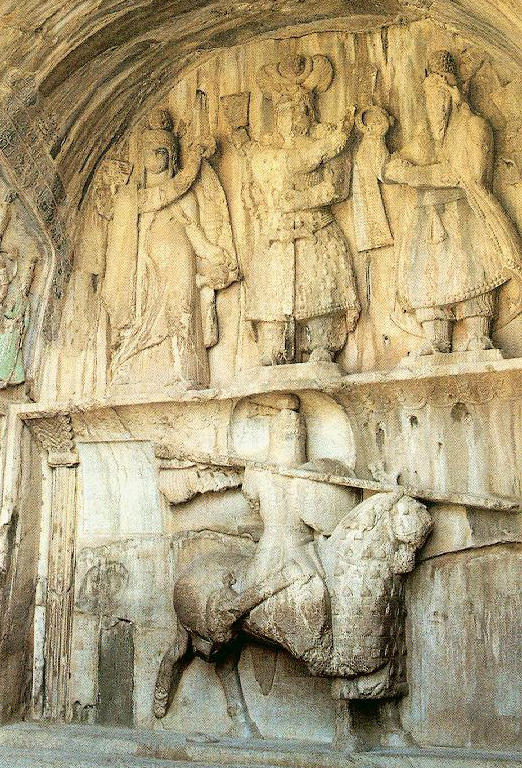
Relleu d'una unitat de cavalleria sassànida.

La columna vertebral de l'exèrcit persa (Spah) en l'època sassànida estava composta per dos tipus d'unitats de cavalleria: els clibanaris i els catafractes. Aquesta força de cavalleria estava formada per l'elit de la noblesa, entrenada des de la seva joventut pel servei militar, estava defensada per la cavalleria lleugera, la infanteria i els arquers. Les tàctiques sassànides se centraven en la distracció de l'enemic mitjançant l'ús d'arquers, elefants de guerra, i d'altres forces de xoc, per obrir forats on s'introduís la cavalleria.
A diferència dels seus predecessors parts, els sassànides desenvoluparen avançades tècniques de setge. Aquest desenvolupament els resultà avantatjós en les seves guerres contra Roma; un avantatge basat en la capacitat d'assetjar ciutats i fortificacions. També milloraren les tècniques de defensa per les seves pròpies ciutats. L'exèrcit sassànida era famós per la seva cavalleria pesant, herència de l'anterior exèrcit part, però molt més avançada i letal. L'historiador grec Ammià Marcel·lí descrigué la cavalleria de Sapor II, manifestant el seu alt nivell d'equipament:
| «                 | Totes les companyies estaven revestides de ferro, i totes les parts dels seus cossos estaven cobertes per gruixudes plaques encaixades rígidament i ajustades als seus membres, i portaven formes de cares humanes encaixades als seus caps, de tal manera que tots els seus cossos estaven coberts per complet de metall, i les fletxes que caiguessin sobre ells només se'ls hi podrien clavar pels orificis de la màscara per on veia o per on podien respirar. D'ells, alguns estaven armats amb piques, tan fermament subjectades que es podria pensar que les sostenien amb abraçadores de bronze. | » |
| — Ammià Marcel·lí | |   |

La quantitat de diners necessària per mantenir un guerrer de la casta Asawara feia necessari que aquests disposessin de terres, les quals obtingueren de la corona. A canvi, foren els més destacats defensors de la monarquia en temps de guerra o de conflictes interns.

### Conflictes

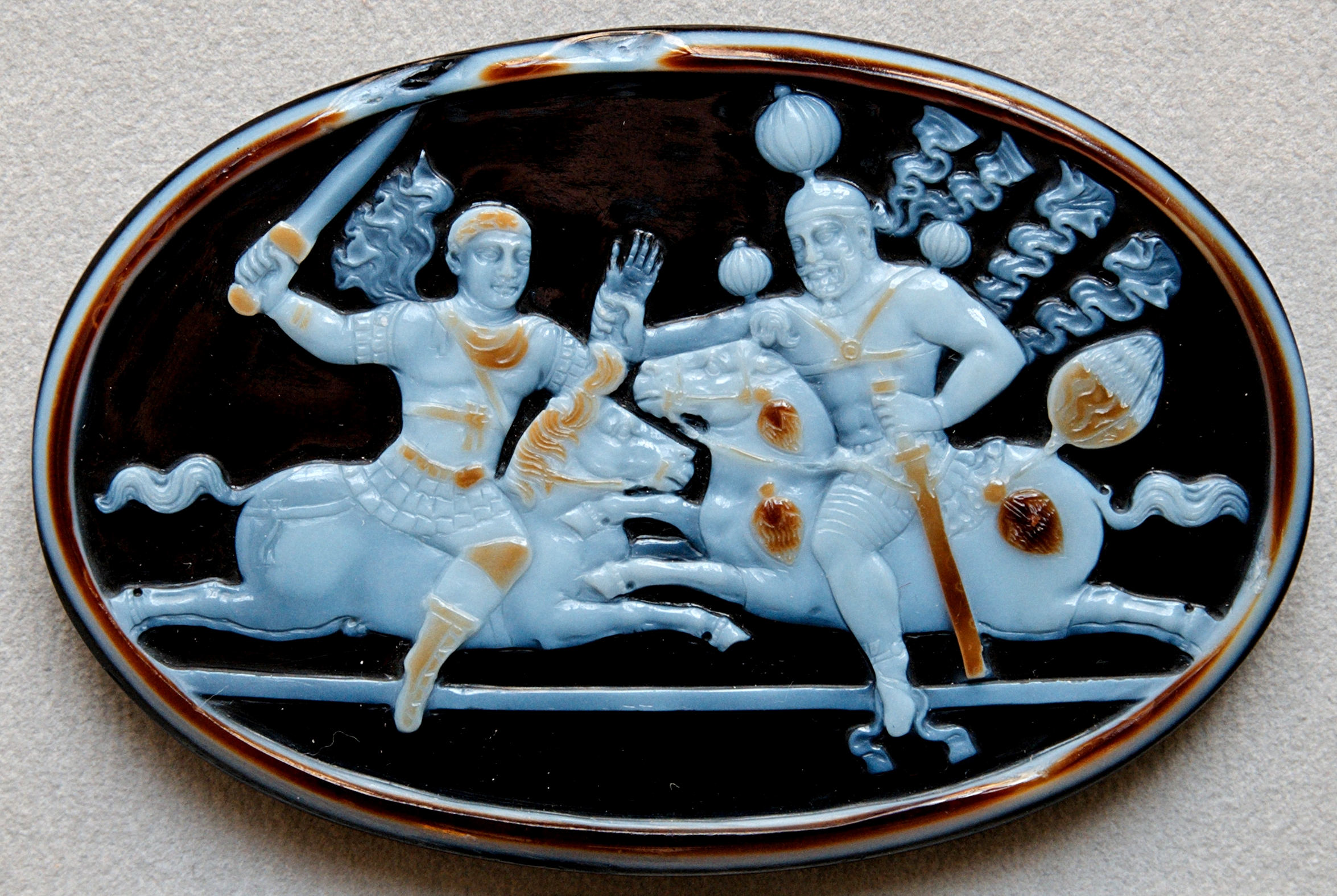
Un camafeu que mostra un combat eqüestre entre Sapor I i Valerià I.

Els sassànides, com els parts, mantingueren una hostilitat constant amb l'Imperi Romà. Després de la divisió de Roma el 395, l'Imperi Romà d'Orient, amb capital a Constantinoble, ocupà el lloc de l'Imperi Romà com a principal enemic de Pèrsia. Les hostilitats entre ambdós imperis es feren encara més freqüents. Els sassànides, com els romans, estaven en constant conflicte amb els regnes veïns i amb els pobles nòmades. Tot i que el perill que suposaven les incursions nòmades no fou mai completament resolt, els sassànides tingueren més èxit que els romans en aquest camp, ja que la seva política militar estigué més centrada en la coordinació de les campanyes contra el perill nòmada.
A l'oest, el territori sassànida feia frontera amb l'Imperi Romà, però a l'est els seus veïns més propers eren l'Imperi Kuixan i tribus nòmades com els huns blancs. La construcció de fortificacions com Tus Citadel o la ciutat de Nishapur, convertida posteriorment en un centre d'estudis i comerç, ajudaren a defensar les províncies orientals dels atacs.
Al sud, a Aràbia central, les tribus beduïnes feien incursions de forma esporàdica a l'imperi. El regne d'Al-Hirah, vassall de l'Imperi sassànida, fou establert perquè fes d'aturador entre el territori sassànida i les tribus beduïnes. La dissolució del regne d'Al-Hirah per Còsroes II (602) contribuí en gran manera a la derrota sassànida per part dels beduïns a la fi d'aquest mateix segle. Aquestes derrotes acabaren amb l'annexió de l'Imperi sassànida per les tribus beduïnes sota la bandera islàmica.
Al nord, els khàzars i altres tribus turques assaltaven sovint les províncies septentrionals de l'imperi. Aquestes tribus saquejaren el territori dels medes el 634. Un temps després, l'exèrcit persa els derrotà i els expulsà. Els sassànides construïren nombroses fortificacions en la regió del Caucas per aturar aquests atacs.

### Relacions amb l'Orient

#### Relacions amb la Xina
L'Imperi sassànida tingué unes relacions exteriors molt actives amb la Xina, i els perses viatjaven sovint cap a la Xina. Els documents xinesos esmenten tretze ambaixades sassànides enviades a la Xina. També el comerç terrestre i marítim amb la Xina fou important tant per als sassànides com per als xinesos. Al sud de la Xina s'han trobat una gran quantitat de monedes sassànides, que confirmen aquest comerç marítim.
Diverses vegades, els reis sassànides enviaren els seus millors músics i ballarins a la cort imperial xinesa. Ambdós imperis es beneficiaren del comerç de la seda i compartien un interès comú a protegir-lo. Cooperaren en la custòdia de les rutes comercials a través de l'Àsia central, i construïren posts de guàrdia en àrees frontereres per mantenir les caravanes protegides dels atacs de les tribus nòmades i dels bandits.
Políticament, són coneguts els esforços tant sassànides com xinesos per forjar aliances contra els heftalites. També es produí una col·laboració entre la Xina i l'Imperi sassànida per rebutjar l'avenç turc, a causa del creixent control de l'Àsia central per part dels nòmades d'origen turc.
Quan l'Imperi fou envaït pels omeies, Peroz, fill de Yezdegard III, escapà juntament amb alguns nobles perses i es refugià a la cort imperial xinesa. Peroz i el seu fill Narses obtingueren títols de noblesa a la cort xinesa. Com a mínim dues vegades, foren enviades tropes xineses dirigides per Peroz per restaurar el tron sassànida, amb resultats desastrosos. Un d'aquests intents conclogué amb un curt període de govern de Peroz a Sistan, del qual es conserva un escàs registre numismàtic. Narses fou nomenat més tard comandant de la guàrdia imperial xinesa, i els seus descendents visqueren a la Xina com a respectats prínceps.

#### Expansió a l'Índia
Un cop l'Iran i les províncies veïnes restaren assegurades sota el mandat d'Artaxerxes I, Sapor I (240-270), estengué el seu poder cap a l'est, a l'actual Pakistan i per la part nord-occidental de l'Índia. Així, els abans independents Kuixans es veieren obligats a acceptar la sobirania de Sapor. Tot i que l'Imperi Kuixan estava en decadència des de finals del segle iii per ser substituït per l'Imperi Gupta al segle iv, és clar que la influència sassànida seguí sent important en la part nord-occidental de l'Índia durant aquest període.
Pèrsia i el nord-oest indi entaularen un intercanvi cultural i polític durant aquest període, i algunes pràctiques sassànides s'estengueren en territori Kuixan. La influència sassànida es nota, sobretot, en el concepte de reialesa, en el comerç de la plata i de productes tèxtils. Aquest intercanvi cultural no inclogué les pràctiques religioses sassànides o la seva actitud cap als Kuixan. A diferència dels sassànides, que sempre tingueren un concepte religiós lligat a la política proselitista estatal, i que de vegades forçaven a la conversió al zoroastrisme a les minories religioses, els Kuixan eren més partidaris de la tolerància religiosa.
També es produïren intercanvis no tan importants, com ara la introducció dels escacs a Pèrsia o l'exportació del backgammon a l'Índia.
Durant el regnat de Còsroes I es portaren a Pèrsia nombrosos llibres indis, que van ser traduïts al persa. Alguns d'aquests volums foren incorporats a la literatura del món islàmic. Un exemple notable d'aquest "comerç" literari fou la traducció del Panchatantra indi per un dels ministres de Còsroes, Burzoe. Aquesta traducció, coneguda com Calila i Dimna (Kelileh va Demmeh en persa), arribà a Aràbia i a Europa. Els detalls del viatge llegendari de Burzoe a l'Índia i la seva atrevida adquisició del Panchatantra es descriu amb tota mena de detalls a l'obra de Ferdowsi Shahnameh.

## Societat iraniana sota el govern sassànida
La societat i la civilització propiciada pels sassànides fou de les més pròsperes del seu temps. En l'àmbit geogràfic només era rivalitzada pels romans d'Orient. La importància dels intercanvis cientifico-intel·lectuals entre els dos imperis és un exemple de competició i de cooperació d'aquestes civilitzacions.
La diferència fonamental entre la societat parta i la sassànida fou l'esforç que els darrers dedicaren a fer un govern centralitzat i popular (o demagògic). Segons els sassànides, la societat ideal era la que mantenia l'estabilitat i la justícia, i l'instrument necessari per aconseguir-ho era una monarquia forta.
La societat sassànida era extremadament complexa i molt rígida, amb sistemes d'organització separats. Es considera que estava dividida en quatre classes:
- La classe sacerdotal (Atorbanan, en persa: آتروبانان): Sempre recolzà el Shahansha, proclamant-ne la divinitat. Sent com era l'Imperi Persa una teocràcia, la religió tenia una influència importantíssima en la societat.
- Els guerrers (Arteshtaran, en persa: ارتشتاران): "L'espina dorsal" de l'imperi, formada per la noblesa i liderada per la poderosa casta asawara. Els soldats eren controlats pels governants locals, que depenien directament del Shahansha.
- Els escrivans (Debiran, en persa: دبيران): Eren homes lliures, plebeus o de la petita noblesa, que sabien llegir i escriure. Actuaven sovint com a secretaris.
- Els plebeus i els camperols (Vasteryoshan-Hootkheshan, en persa: هوتخشان-واستريوشان): Estava formada per nadius de les regions conquerides i per les persones "lliures" no nobles de l'imperi, principalment treballadors del camp i petits artesans i comerciants.

A dalt de tot del sistema de castes sassànida s'hi trobava el Shahansha, dirigint tots els nobles. Les princeses reials, els petits mandataris, els grans terratinents i els sacerdots constituïen un estament privilegiat, i se'ls coneixia com a Bozorgan (بزرگان).
El fet de pertànyer a una classe social determinada depenia de naixement, tot i que es podia ascendir de nivell social si una persona feia certs mèrits. Igualment el rei també podia baixar de classe com a càstig pels nobles. La funció del rei era assegurar-se que cada classe no sortís dintre dels límits establerts per ella. Mantenir aquest equilibri social era l'essència de la justícia del rei, i d'aquesta justícia en depenia la glorificació del monarca sobre les altres classes.
A un nivell menor, la societat sassànida estava dividida entre els Azatan o homes lliures (آزادان) i la dels camperols d'origen no ari. Els Azatan formaven una ampla aristocràcia d'administradors de baix nivell que vivien principalment en petites propietats, guardant gelosament el seu estatus de descendents dels antics conqueridors aris. Militarment, els Azatan constituïen la columna vertebral de la cavalleria sassànida.

### Literatura
Els reis sassànides eren cultes tant en lletres com en filosofia. Còsroes I feu traduir els treballs de Plató i d'Aristòtil al persa i feu que s'ensenyessin a Gundishapur. Durant el seu regnat es compilaren gran part d'annals històrics, dels quals només es conserven Els fets d'Artaxerxes (Karnamak-i Artaxshir-i Papakan), un text de caràcter llegendari que serveix com a base per l'èpica nacional iraniana, el Shahnama. Quan Justinià I tancà les escoles d'Atenes, set dels seus professors fugiren cap a Pèrsia i foren acollits a la cort de Còsroes. Amb el temps començaren a enyorar la seva terra i l'any 533 Justinià acordà, juntament amb el rei sassànida, uns tractats en què es permetia que els savis grecs tornessin de nou a Constantinoble lliures de qualsevol persecució.
Sota el mandat de Còsroes I, el col·legi de Gundishapur, fundat el segle iv, es convertí en "el més gran centre intel·lectual del món", on anaven estudiants i mestres de totes les parts del món conegut. Fins i tot els cristians nestorians foren rebuts a Gundishapur, aportant les traduccions al siri dels treballs grecs sobre medicina i filosofia. També hi anaren els neoplatònics, els quals donaren inicis al misticisme sufí, així com els erudits de l'Índia, Pèrsia, Síria i Grècia, que s'uniren per crear una pròspera escola de medicina.

### Art
Artísticament, el període sassànida fou el responsable dels més grans avenços de la civilització persa, Molts dels quals es fusionaren amb la cultura islàmica, incloent-hi l'arquitectura i la literatura. En el punt àlgid, l'Imperi sassànida s'estenia des de Síria fins al nord de l'Índia, però la seva influència arribà més enllà de les seves fronteres. S'han trobat motius sassànides en l'art de l'Àsia central i la Xina, a l'Imperi Romà d'Orient, i fins i tot a la França merovíngia. No obstant això, l'autèntic hereu de l'art sassànida fou l'islàmic, que assimilà els seus conceptes i al mateix temps, els insuflà nova vida i una energia renovada. Com expressa l'historiador americà William Durant:
| «                      | L'art sassànida exportà les seves formes i els seus motius cap a l'est, a l'Índia, el Turquestan i la Xina, i cap a l'oest a Síria, Àsia Menor, Constantinoble, els Balcans, Egipte i Espanya. Probablement la seva influència ajudà a canviar l'èmfasi en l'art grec des de les representacions clàssiques de l'ornamentació romana d'Orient, i de l'art cristià llatí, des dels sostres de fusta a les voltes i les cúpules de maó o pedra i els murs recolzats en els arcbotants | » |
| — William James Durant | |   |

Els relleus sassànides de Taq-e Bostan i Naqsh-e Rustam foren en el seu origen policromats, igual que gran part dels palaus, encara que només es conserven traces d'aquells colors. La literatura, en canvi, deixa clar que la pintura era una bona representació artística a l'època sassànida. És cosa sabuda que el profeta Mani fundà una escola de pintura. Firdowsi explica com els magnats perses decoraven les seves mansions amb pintures dels herois iranians, i el poeta al-Buhnturi descriu els murals del palau de Ctesifont. Quan moria un rei, els millors pintors del moment eren convocats per pintar un retrat del difunt monarca per la col·lecció del tresor reial.

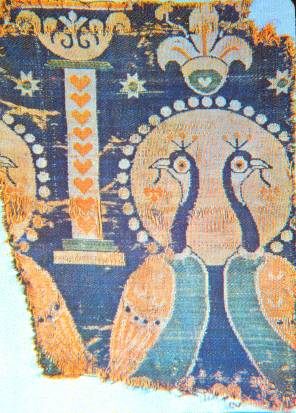
Peça tèxtil sassànida del.

La pintura, l'escultura, la ceràmica i les altres formes de decoració compartiren els seus dissenys amb l'art tèxtil sassànida. Sedes, brodats, brocats, damasquinats, tapissos, tapisseries, baldaquins, sostres i catifes es teixien arreu de l'imperi, i eren introduïdes amb tintures calentes de color groc, blau i verd. La gran majoria de perses, exceptuant els camperols i els sacerdots, aspiraven a vestir-se més elegantment que els de la seva mateixa classe. Els regals es feien sovint en forma de sumptuoses peces de vestir, i les catifes de colors llampants eren senyal de riquesa a l'est des dels dies dels assiris. Les dues dotzenes de teixits sassànides que escaparen de l'acció del temps estan entre les fabricacions humanes més valorades. També en aquell temps els teixits sassànides eren admirats i emulats des d'Egipte fins al llunyà Orient, i durant les croades aquests productes eren apreciats per vestir les relíquies dels sants cristians. Quan Heracli capturà el palau de Còsroes II a Dastagird, els delicats brodats i les immenses catifes es trobaven entre el botí més preuat. Era famosa la "catifa d'hivern" dissenyada per fer-li oblidar l'hivern amb les seves escenes primaverals i estiuenques: flors i fruits fets amb robins i diamants, a més de camins de plata i rierols de perles traçats sobre un fons d'or. El califa Harun ar-Raixid es mostrava orgullós de la seva espaiosa catifa sassànida, intricadament decorada amb joies.
La dinastia sassànida, com l'aquemènida, s'originà a la província de Persis (Fars). Els sassànides es veien com els seus successors després del temps de domini hel·lenístic i part, i estaven convençuts que el seu destí era restaurar la grandesa de Pèrsia.
En reviure les glòries del passat aquemènida, els sassànides no foren uns simples imitadors. L'art d'aquest període revela una sorprenent originalitat, anticipant-se en certs aspectes als punts clau de l'art islàmic. L'art sassànida combinava elements de l'art tradicional persa amb elements i influències hel·lenístiques. La conquesta de Pèrsia per Alexandre Magne inicià l'expansió de l'art hel·lenístic a l'Àsia occidental. Encara que l'est acceptà aquestes influències artístiques de forma externa, mai n'assimilà realment l'esperit. Fins i tot en el període part, l'art grec era interpretat lliurement pels pobles del Pròxim Orient. Així, l'art del període sassànida fou una reacció contra aquestes formes artístiques. L'art sassànida ressuscità formes i tradicions natives de Pèrsia, i ja en el període islàmic, aquestes formes arribaren a les costes del Mediterrani.
| «            | Amb l'auge dels sassànides, Pèrsia recuperà gran part del poder i de l'estabilitat que durant molt de temps li havia estat tan estranya (…) Els avenços de les arts en el terreny domèstic sense un indicatiu del retorn a la prosperitat i a un grau de seguretat desconegut d'ençà de la caiguda dels aquemènides. | » |
| — Fergusson. | |   |

### Arquitectura
Els palaus supervivents il·lustren l'esplendor en què vivien els reis sassànides. Serveixen d'exemple els palaus de Firuzabad i de Bishapur a Fars i a Ctesifont, a la província de Khvarvaran, a Iraq. A més de les tradicions locals, l'arquitectura parta exercí també influència sobre les característiques de l'arquitectura sassànida. Ambdues es caracteritzen per les voltes de canó, introduïdes durant el període part. En el període sassànida, aquestes agafaren enormes proporcions, especialment a Ctesifont. Molts dels palaus tenien una sala d'audiències interior consistent, com el de Firuzabad, en una cambra coberta per una cúpula. Els perses resolgueren el problema de construir una cúpula circular sobre un edifici quadrat utilitzant arcs construïts en cada cantonada del quadrat, convertint a aquest en un octògon sobre el qual era més senzill d'emplaçar la cúpula. La cúpula de la cambra del palau de Firuzabad és l'exemple més antic que es conserva de l'ús d'aquests arcs, cosa que suggereix que aquesta tècnica arquitectònica és, probablement, originària de Pèrsia.
La característica exclusiva de l'arquitectura sassànida és l'ús distintiu de l'espai. Els arquitectes sassànides conceberen els seus edificis en termes de masses i superfícies. Això donà lloc a l'abundant utilització de murs de maó decorats amb estuc modelat o tallat. Les decoracions sobre murs d'estuc apareixen a Bishapur, però es troben millors exemples a Chaleh Tarkhan, a prop de Rayy (del sassànida tardà o inicis de l'època islàmica), i a Ctesifont i Kix, a Mesopotàmia. Els panells mostren figures d'animals en rotllana, busts humans i motius geomètrics o florals.
A Bishapur, el terra fou decorat amb mosaics que ensenyen escenes de joia, com en un banquet. Aquí, la influència romana apareix clarament, i els mosaics podrien haver estat creats per presoners romans. Els edificis foren decorats amb murals, de les quals són bons exemples les trobades a Kuh-i-Khwaja, a Sistan.

### Indústria i comerç

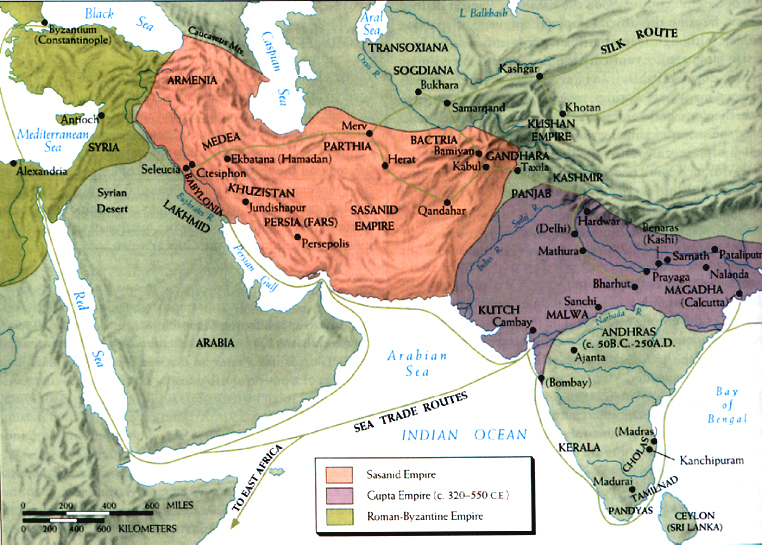
Rutes comercials marítimes sassànides

La indústria sassànida es desenvolupà des de l'àmbit domèstic fins a l'urbà. Es crearen nombrosos gremis, i alguns pobles tingueren un proletariat revolucionari. Els vestits de seda foren introduïts des de la Xina, i les sedes sassànides servien de model per les arts tèxtils de l'Imperi Romà d'Orient, la Xina i el Japó. Els comerciants xinesos arribaven a l'Iran per vendre seda en brut i comprar catifes, joies, maquillatges, etc. Les bones carreteres i els ponts ben vigilats, permetien l'establiment de rutes comercials que unien Ctesifont amb totes les províncies. Es construïren ports al golf Pèrsic per facilitar el comerç amb l'Índia. Els mercaders sassànides arribaren lluny i a molts llocs diferents, desplaçant els romans de les lucratives rutes comercials oceàniques amb l'Índia. Recents descobriments arqueològics mostren un fet interessant: els sassànides utilitzaven etiquetes especials sobre els seus productes per promocionar les marques i distingir entre diverses qualitats.
Còsroes I estengué encara més la xarxa comercial. L'estat sassànida pretengué prendre el control dels monopolis en el comerç, amb les mercaderies luxoses assumint-ne un paper primordial, i una gran activitat en la construcció de ports, posts de caravanes, ponts… amb l'objectiu d'unir el comerç amb la urbanització. En temps de Còsroes I, els perses dominaren el comerç internacional, tant amb l'oceà Índic com a Àsia central i al sud de Rússia, tot i la competència amb els romans d'Orient, que en aquell temps era intensa. Els assentaments sassànides a Oman i al Iemen demostren la importància del comerç amb l'Índia, encara que el comerç de seda amb Xina estigué principalment en mans dels vassalls dels sassànides i dels pobles iranians com els sogdians.
Els principals productes exportats pels sassànides foren els teixits de seda, llana, les catifes i tapissos, les pells i el cuir i les perles del golf Pèrsic. També hi hagué comerç amb mercaderies procedents de la Xina (paper, seda) i l'Índia (espècies) sobre les quals les duanes sassànides imposaven aranzels i que eren reexportades des de l'imperi a Europa.
Aquesta etapa suposà també un increment de la producció metal·lúrgica, de tal manera que Iran es guanyà la reputació de ser "l'arsenal d'Àsia". Gran part dels centres de mineria sassànida es trobaven a la perifèria de l'Imperi: a Armènia, al Caucas, i sobretot, a la Transoxiana. L'extraordinària riquesa mineral de les muntanyes de Pamir, a les fronteres orientals de l'imperi, originà la llegenda sobre els tadjiks, el poble iranià que hi habitava, la qual encara perdura.
Es diu que quan Déu creà el món, viatjà sobre les muntanyes Pamir, deixant caure la seva gerra de minerals que s'escamparen per tota la regió.

### Religió
La religió sassànida era el zoroastrisme tot i que es podien veure algunes diferències entre el zoroastrisme tradicional i el sassànida. El clergat practicant del zoroastrisme modificà la religió de forma que satisfés els seus interessos. Les polítiques religioses sassànides contribuïren al creixement de nombrosos moviments reformistes religiosos; els més importants foren les religions de Mani i de Mazdak.
L'extremat dualisme constituí la característica més destacable del zoroastrisme sassànida: Ormazd, també anomenat Ahura Mazda i Ahriman, els principis del bé i del mal, eren considerats com a bessons, que vingueren en un principi per crear la vida i la mort, i per establir com seria el món. No hi havia prioritat en l'existència d'un sobre l'altre, i tampoc una clara superioritat. Ambdós, sent contemporanis, es contenien des del principi dels temps i seguirien fent-ho per tota l'eternitat, sense que cap d'ells fos capaç d'expulsar l'altre.

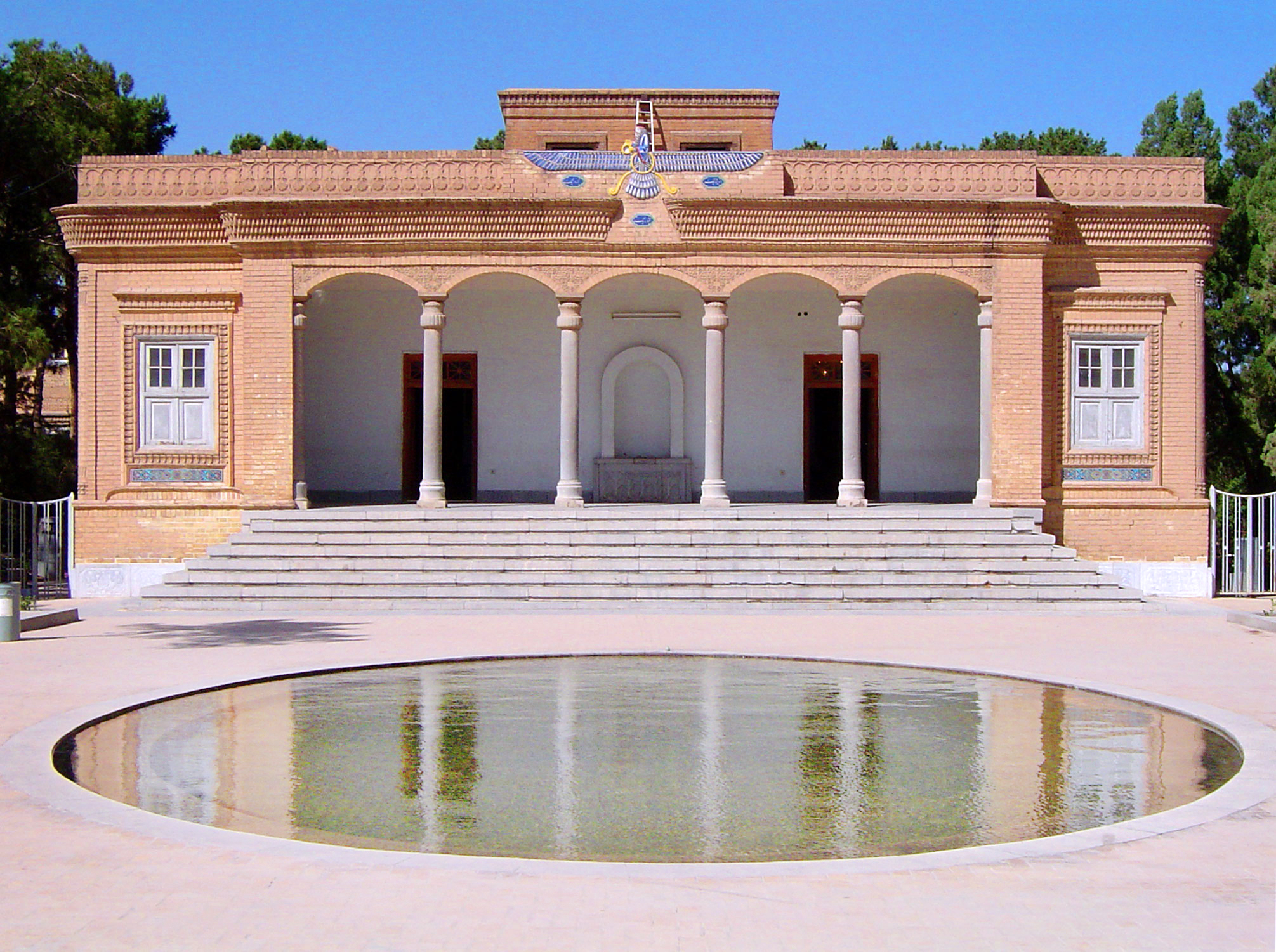
El temple zoroastrista del foc de Yazd.

Aquests dos principis eren representats com a persones. Ormazd era el creador de vida, la terrenal i l'espiritual, creador dels cossos celestials, la terra, l'aigua i els arbres. Ormazd era bo, sagrat, pur i verdader. Significava la suprema felicitat, i estava en possessió de totes les benediccions: salut, riquesa, virtut, saviesa i immortalitat. D'ell venien tots els dons dels quals l'home podia gaudir. Recompensava la bondat i també castigava la maldat, tot i que aquest era un aspecte de la seva essència rarament representat.
Ahriman, en canvi es considerava que era l'origen de tots els mals del món i que escollí el mal voluntàriament, per apropar ràpidament la mort als homes i per això creà les malalties. Lluitava eternament contra Ormazd (igual que el seu antagonista) intentant derrotar-lo, però sense poder-ho aconseguir mai.
El culte zoroastrista estava íntimament connectat amb els temples i els altars dedicats al foc. En totes les ciutats importants de l'Imperi es mantenia un temple del foc, i en cada un d'aquests es venerava una flama sagrada, i es creia que aquesta havia estat encesa des del cel i es mantenia perpètuament encesa pels sacerdots. Es deia d'aquesta flama que era "inextingible". És probable que els altars del foc també existissin de forma independent dels temples. Al llarg de la història sassànida, l'altar del foc tingué un lloc destacat en la numismàtica com la més freqüent impressió del revers de les monedes. Es representava aquest altar amb la flama sorgint d'aquest, i de vegades amb un cap a la flama. El peu d'aquest altar acostumava a estar ornamentat, i a cada costat, com a protectors o devots, es representaven dues figures, algunes vegades mirant la flama, i altres girats d'esquena a aquesta, com protegint-la dels enemics.

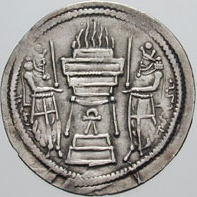
Revers gravat d'una moneda amb un altar amb la flama sagrada.

A més del zoroastrisme, coexistien a la societat sassànida altres religions, principalment el judaisme, el cristianisme i el budisme, les quals foren en molts períodes lliures de practicar els seus cultes i de predicar les seves creences. Sota el govern sassànida prosperà una abundant comunitat jueva, els centres més importants dels quals eren Esfahan, Babilònia i Khorasan, i amb una autoritat religiosa semiautònoma establerta a Mesopotàmia. Aquesta comunitat, de fet, continuà sent molt destacada fins a l'arribada del sionisme i de la idea de la creació d'un estat jueu. Les comunitats jueves patiren, això no obstant, persecucions ocasionals, encara que en termes generals, gaudiren d'una relativa llibertat religiosa, i tenien certs privilegis que eren negats a altres comunitats religioses minoritàries. Sapor I (Shabur Malka en arameu) fou particularment tolerant amb els jueus. La seva amistat amb Shmuel dugué molts avantatges per la comunitat jueva.
Sapor II, la mare del qual era jueva, conservà una amistat semblant amb el rabí babiloni Raba. L'amistat amb Raba assegurà als jueus la relaxació de les opressives lleis dictades contra els jueus de l'imperi. En aquesta conjuntura de tolerància, als territoris orientals de l'imperi, diversos llocs d'adoració budista, especialment Bamian experimentaren un cert creixement a mesura que el budisme es feia més popular a la regió.

## Cronologia
- 224-226: Artaxerxes I es rebel·la i acaba amb l'Imperi Part. Funda així l'Imperi sassànida i es proclama Rei dels reis. Regnarà fins a l'any 241, any de la seva mort. Durant el seu regnat el zoroastrisme esdevé la religió oficial de l'imperi.
- 241-244: Guerra contra Roma iniciada per Sapor I tot just pujar al tron.
- 258-260: Guerra contra Roma. A la batalla d'Edessa Sapor I derrota Valerià I i el pren com a presoner. Els sassànides aconsegueixen el control de l'Orient Proper.
- 296: L'exèrcit invasor del rei Narses d'Armènia és derrotat per Maximí Daia provocant la pèrdua d'Armènia, Assíria i Mesopotàmia.
- 310: Sapor II derrota tres vegades als romans i els obliga a abandonar Armènia i Mesopotàmia.
- 337-350: Guerra contra Roma amb un èxit poc destacable.
- 358-363: Guerra contra Roma. Grans victòries, s'estenen les fronteres orientals i occidentals de l'imperi.
- 390: Període de decadència marcat per la mediocritat dels reis Artaxerxes II, Sapor III, Bahram III i Peroz, durant el qual hi hagué lluites internes contra l'aristocràcia.
- 409: Es permet als cristians venerar públicament el seu déu i construir esglésies.
- 416-420: Isdigerdes I inicia la persecució de cristians, anul·lant així la seva ordre anterior.
- 483: Edicte de tolerància pels cristians.
- 590: Còsroes II declara la guerra a l'Imperi Romà d'Orient.
- 603-628: Es conquereix Síria, Palestina, Egipte i Anatòlia. Així Pèrsia gairebé restaura les fronteres de la dinastia aquemènida abans de perdre els territoris altra vegada en favor d'Heracli.
  - 622: A les diverses derrotes que l'Imperi Sassànida pateix a mans romanes d'Orient i àrabs, s'hi suma una pesta que origina una profunda crisi demogràfica. Això provocarà l'assassinat de Còsroes II i l'ascens al tron dels seus fills Artaxerxes III i Kavadh II sota el regnat dels quals l'Imperi cau en una fase de descomposició per culpa de les incursions àrabs.
  - 626: Llarg setge fracassat a Constantinoble per tropes àvares i perses.
  - 627: Heracli envaeix Assíria i Mesopotàmia.
- 628-632: Caòtic període de múltiples monarques.
- 651: Caiguda de l'Imperi Sassànida en mans del Califat omeia després de l'assassinat d'Isdigerdes III. Els membres restants de la dinastia s'exilien a la Xina.

## Ciutats
- Abarshahr
- Ecbàtana
- Arbela
- Ctesifont